# Llista d'asteroides (338001-339000)
Llista d'asteroides del 338.001 al 339.000, amb data de descoberta i descobridor. És un fragment de la llista d'asteroides completa. Als asteroides se'ls dona un número quan es confirma la seva òrbita, per tant apareixen llistats aproximadament segons la data de descobriment.

## 338001-338100
| Nom    | Designació provisional | Data de descobriment   | Lloc de descobriment | Descobridor/s                                 |
| ------ | ---------------------- | ---------------------- | -------------------- | --------------------------------------------- |
| 338001 | 2002 EK33              | 11 de març de 2002     | Palomar              | NEAT                                          |
| 338002 | 2002 EX50              | 12 de març de 2002     | Palomar              | NEAT                                          |
| 338003 | 2002 EK62              | 13 de març de 2002     | Socorro              | LINEAR                                        |
| 338004 | 2002 EA73              | 13 de març de 2002     | Socorro              | LINEAR                                        |
| 338005 | 2002 EO81              | 13 de març de 2002     | Palomar              | NEAT                                          |
| 338006 | 2002 EN106             | 9 de març de 2002      | Anderson Mesa        | LONEOS                                        |
| 338007 | 2002 EH111             | 9 de març de 2002      | Anderson Mesa        | LONEOS                                        |
| 338008 | 2002 EU114             | 10 de març de 2002     | Kitt Peak            | Spacewatch                                    |
| 338009 | 2002 ED130             | 12 de març de 2002     | Anderson Mesa        | LONEOS                                        |
| 338010 | 2002 EH140             | 12 de març de 2002     | Palomar              | NEAT                                          |
| 338011 | 2002 EE143             | 12 de març de 2002     | Palomar              | NEAT                                          |
| 338012 | 2002 EL147             | 15 de març de 2002     | Palomar              | NEAT                                          |
| 338013 | 2002 EN161             | 6 de març de 2002      | Palomar              | NEAT                                          |
| 338014 | 2002 ES162             | 14 de març de 2002     | Palomar              | NEAT                                          |
| 338015 | 2002 FE20              | 18 de març de 2002     | Haleakala            | NEAT                                          |
| 338016 | 2002 FT21              | 19 de març de 2002     | Anderson Mesa        | LONEOS                                        |
| 338017 | 2002 FA30              | 20 de març de 2002     | Kitt Peak            | Spacewatch                                    |
| 338018 | 2002 FM41              | 16 de març de 2002     | Kitt Peak            | Spacewatch                                    |
| 338019 | 2002 GT5               | 15 de març de 2002     | Kvistaberg           | Uppsala-DLR Asteroid Survey                   |
| 338020 | 2002 GA47              | 4 d'abril de 2002      | Palomar              | NEAT                                          |
| 338021 | 2002 GZ60              | 8 d'abril de 2002      | Palomar              | NEAT                                          |
| 338022 | 2002 GV68              | 8 d'abril de 2002      | Palomar              | NEAT                                          |
| 338023 | 2002 GS93              | 9 d'abril de 2002      | Socorro              | LINEAR                                        |
| 338024 | 2002 GX99              | 10 d'abril de 2002     | Socorro              | LINEAR                                        |
| 338025 | 2002 GU135             | 12 d'abril de 2002     | Socorro              | LINEAR                                        |
| 338026 | 2002 GR145             | 12 d'abril de 2002     | Socorro              | LINEAR                                        |
| 338027 | 2002 GV148             | 14 d'abril de 2002     | Socorro              | LINEAR                                        |
| 338028 | 2002 GQ152             | 12 d'abril de 2002     | Palomar              | NEAT                                          |
| 338029 | 2002 GF164             | 14 d'abril de 2002     | Palomar              | NEAT                                          |
| 338030 | 2002 GH172             | 10 d'abril de 2002     | Socorro              | LINEAR                                        |
| 338031 | 2002 GJ179             | 10 d'abril de 2002     | Palomar              | NEAT                                          |
| 338032 | 2002 GZ180             | 13 d'abril de 2002     | Palomar              | NEAT                                          |
| 338033 | 2002 HW5               | 18 d'abril de 2002     | Kitt Peak            | Spacewatch                                    |
| 338034 | 2002 JK30              | 9 de maig de 2002      | Socorro              | LINEAR                                        |
| 338035 | 2002 JL53              | 9 de maig de 2002      | Socorro              | LINEAR                                        |
| 338036 | 2002 JN58              | 9 de maig de 2002      | Socorro              | LINEAR                                        |
| 338037 | 2002 JH70              | 7 de maig de 2002      | Socorro              | LINEAR                                        |
| 338038 | 2002 JA77              | 11 de maig de 2002     | Socorro              | LINEAR                                        |
| 338039 | 2002 JO81              | 11 de maig de 2002     | Socorro              | LINEAR                                        |
| 338040 | 2002 JD85              | 11 de maig de 2002     | Socorro              | LINEAR                                        |
| 338041 | 2002 JW149             | 7 de maig de 2002      | Palomar              | NEAT                                          |
| 338042 | 2002 LS                | 1 de juny de 2002      | Socorro              | LINEAR                                        |
| 338043 | 2002 LZ                | 17 de març de 2002     | Kitt Peak            | Spacewatch                                    |
| 338044 | 2002 LD10              | 5 de juny de 2002      | Socorro              | LINEAR                                        |
| 338045 | 2002 LM63              | 12 de juny de 2002     | Palomar              | NEAT                                          |
| 338046 | 2002 LP63              | 12 de juny de 2002     | Palomar              | NEAT                                          |
| 338047 | 2002 NP                | 4 de juliol de 2002    | Kitt Peak            | Spacewatch                                    |
| 338048 | 2002 NL6               | 11 de juliol de 2002   | Campo Imperatore     | CINEOS                                        |
| 338049 | 2002 NY31              | 15 de juliol de 2002   | Palomar              | NEAT                                          |
| 338050 | 2002 NR54              | 5 de juliol de 2002    | Socorro              | LINEAR                                        |
| 338051 | 2002 NY69              | 14 de juliol de 2002   | Palomar              | NEAT                                          |
| 338052 | 2002 NE74              | 14 de juliol de 2002   | Palomar              | NEAT                                          |
| 338053 | 2002 NK74              | 5 de juliol de 2002    | Palomar              | NEAT                                          |
| 338054 | 2002 NN77              | 17 de gener de 2005    | Kitt Peak            | Spacewatch                                    |
| 338055 | 2002 NU77              | 2 d'abril de 2006      | Kitt Peak            | Spacewatch                                    |
| 338056 | 2002 NF78              | 27 d'octubre de 2003   | Kitt Peak            | Spacewatch                                    |
| 338057 | 2002 NN78              | 13 de juny de 2005     | Mount Lemmon         | Mt. Lemmon Survey                             |
| 338058 | 2002 NQ79              | 20 de juliol de 2002   | Palomar              | NEAT                                          |
| 338059 | 2002 NW79              | 2 de febrer de 2005    | Kitt Peak            | Spacewatch                                    |
| 338060 | 2002 OS24              | 29 de juliol de 2002   | Palomar              | S. F. Hoenig                                  |
| 338061 | 2002 OD27              | 21 de juliol de 2002   | Palomar              | NEAT                                          |
| 338062 | 2002 OF30              | 21 de juliol de 2002   | Palomar              | NEAT                                          |
| 338063 | 2002 OF32              | 18 de juliol de 2002   | Palomar              | NEAT                                          |
| 338064 | 2002 OF35              | 9 de març de 2005      | Kitt Peak            | Spacewatch                                    |
| 338065 | 2002 OJ36              | 13 de març de 2008     | Kitt Peak            | Spacewatch                                    |
| 338066 | 2002 PV12              | 5 d'agost de 2002      | Palomar              | NEAT                                          |
| 338067 | 2002 PT13              | 6 d'agost de 2002      | Palomar              | NEAT                                          |
| 338068 | 2002 PN16              | 6 d'agost de 2002      | Palomar              | NEAT                                          |
| 338069 | 2002 PR16              | 6 d'agost de 2002      | Palomar              | NEAT                                          |
| 338070 | 2002 PV20              | 6 d'agost de 2002      | Palomar              | NEAT                                          |
| 338071 | 2002 PJ27              | 6 d'agost de 2002      | Palomar              | NEAT                                          |
| 338072 | 2002 PM32              | 6 d'agost de 2002      | Palomar              | NEAT                                          |
| 338073 | 2002 PY38              | 6 d'agost de 2002      | Palomar              | NEAT                                          |
| 338074 | 2002 PA39              | 6 d'agost de 2002      | Palomar              | NEAT                                          |
| 338075 | 2002 PM55              | 9 d'agost de 2002      | Socorro              | LINEAR                                        |
| 338076 | 2002 PW61              | 8 d'agost de 2002      | Palomar              | NEAT                                          |
| 338077 | 2002 PA85              | 10 d'agost de 2002     | Socorro              | LINEAR                                        |
| 338078 | 2002 PA106             | 12 d'agost de 2002     | Socorro              | LINEAR                                        |
| 338079 | 2002 PB107             | 12 d'agost de 2002     | Socorro              | LINEAR                                        |
| 338080 | 2002 PK107             | 12 d'agost de 2002     | Haleakala            | NEAT                                          |
| 338081 | 2002 PC114             | 13 d'agost de 2002     | Kitt Peak            | Spacewatch                                    |
| 338082 | 2002 PU118             | 13 d'agost de 2002     | Anderson Mesa        | LONEOS                                        |
| 338083 | 2002 PF119             | 13 d'agost de 2002     | Anderson Mesa        | LONEOS                                        |
| 338084 | 2002 PP135             | 14 d'agost de 2002     | Socorro              | LINEAR                                        |
| 338085 | 2002 PH141             | 11 d'agost de 2002     | Socorro              | LINEAR                                        |
| 338086 | 2002 PM169             | 8 d'agost de 2002      | Palomar              | NEAT                                          |
| 338087 | 2002 PC174             | 8 d'agost de 2002      | Palomar              | NEAT                                          |
| 338088 | 2002 PH174             | 12 d'agost de 2002     | Haleakala            | NEAT                                          |
| 338089 | 2002 PK176             | 7 d'agost de 2002      | Palomar              | NEAT                                          |
| 338090 | 2002 PM177             | 8 d'agost de 2002      | Palomar              | NEAT                                          |
| 338091 | 2002 PB179             | 15 d'agost de 2002     | Palomar              | NEAT                                          |
| 338092 | 2002 PJ182             | 8 d'agost de 2002      | Palomar              | NEAT                                          |
| 338093 | 2002 PE184             | 13 d'agost de 2002     | Anderson Mesa        | Lowell Observatory Near-Earth Asteroid Survey |
| 338094 | 2002 PP186             | 11 d'agost de 2002     | Palomar              | NEAT                                          |
| 338095 | 2002 PT186             | 11 d'agost de 2002     | Palomar              | NEAT                                          |
| 338096 | 2002 PC187             | 11 d'agost de 2002     | Palomar              | NEAT                                          |
| 338097 | 2002 PP187             | 15 d'agost de 2002     | Palomar              | NEAT                                          |
| 338098 | 2002 PO188             | 8 d'agost de 2002      | Palomar              | NEAT                                          |
| 338099 | 2002 PU189             | 8 d'agost de 2002      | Palomar              | NEAT                                          |
| 338100 | 2002 PY189             | 10 de setembre de 2007 | Mount Lemmon         | Mt. Lemmon Survey                             |

## 338101-338200
| Nom    | Designació provisional | Data de descobriment   | Lloc de descobriment | Descobridor/s     |
| ------ | ---------------------- | ---------------------- | -------------------- | ----------------- |
| 338101 | 2002 PD196             | 11 d'abril de 2008     | Mount Lemmon         | Mt. Lemmon Survey |
| 338102 | 2002 PQ197             | 7 d'abril de 2008      | Kitt Peak            | Spacewatch        |
| 338103 | 2002 PV197             | 25 d'octubre de 2003   | Kitt Peak            | Spacewatch        |
| 338104 | 2002 PP200             | 20 de novembre de 2003 | Kitt Peak            | Spacewatch        |
| 338105 | 2002 PE201             | 23 d'abril de 2001     | Socorro              | LINEAR            |
| 338106 | 2002 QH7               | 16 d'agost de 2002     | Palomar              | NEAT              |
| 338107 | 2002 QS14              | 26 d'agost de 2002     | Palomar              | NEAT              |
| 338108 | 2002 QQ26              | 29 d'agost de 2002     | Kitt Peak            | Spacewatch        |
| 338109 | 2002 QJ31              | 29 d'agost de 2002     | Palomar              | NEAT              |
| 338110 | 2002 QW46              | 30 d'agost de 2002     | Palomar              | NEAT              |
| 338111 | 2002 QD48              | 27 d'agost de 2002     | Palomar              | S. F. Hoenig      |
| 338112 | 2002 QJ53              | 17 d'agost de 2002     | Palomar              | A. Lowe           |
| 338113 | 2002 QJ55              | 29 d'agost de 2002     | Palomar              | S. F. Hoenig      |
| 338114 | 2002 QG56              | 29 d'agost de 2002     | Palomar              | S. F. Hoenig      |
| 338115 | 2002 QE58              | 17 d'agost de 2002     | Palomar              | A. Lowe           |
| 338116 | 2002 QP62              | 28 d'agost de 2002     | Palomar              | NEAT              |
| 338117 | 2002 QK63              | 28 d'agost de 2002     | Palomar              | NEAT              |
| 338118 | 2002 QZ69              | 28 d'agost de 2002     | Palomar              | NEAT              |
| 338119 | 2002 QU70              | 18 d'agost de 2002     | Palomar              | NEAT              |
| 338120 | 2002 QY70              | 17 d'agost de 2002     | Palomar              | NEAT              |
| 338121 | 2002 QZ73              | 19 d'agost de 2002     | Palomar              | NEAT              |
| 338122 | 2002 QE74              | 28 d'agost de 2002     | Palomar              | NEAT              |
| 338123 | 2002 QC78              | 27 d'agost de 2002     | Palomar              | NEAT              |
| 338124 | 2002 QV81              | 19 d'agost de 2002     | Palomar              | NEAT              |
| 338125 | 2002 QQ83              | 17 d'agost de 2002     | Palomar              | NEAT              |
| 338126 | 2002 QD87              | 19 d'agost de 2002     | Palomar              | NEAT              |
| 338127 | 2002 QA89              | 27 d'agost de 2002     | Palomar              | NEAT              |
| 338128 | 2002 QU89              | 12 d'agost de 2002     | Haleakala            | NEAT              |
| 338129 | 2002 QL90              | 19 d'agost de 2002     | Palomar              | NEAT              |
| 338130 | 2002 QP90              | 28 d'agost de 2002     | Palomar              | NEAT              |
| 338131 | 2002 QW90              | 30 d'agost de 2002     | Palomar              | NEAT              |
| 338132 | 2002 QS93              | 18 d'agost de 2002     | Palomar              | NEAT              |
| 338133 | 2002 QX96              | 18 d'agost de 2002     | Palomar              | NEAT              |
| 338134 | 2002 QE98              | 18 d'agost de 2002     | Palomar              | NEAT              |
| 338135 | 2002 QP100             | 19 d'agost de 2002     | Palomar              | NEAT              |
| 338136 | 2002 QE101             | 30 d'agost de 2002     | Palomar              | NEAT              |
| 338137 | 2002 QR107             | 27 d'agost de 2002     | Palomar              | NEAT              |
| 338138 | 2002 QF108             | 17 d'agost de 2002     | Palomar              | NEAT              |
| 338139 | 2002 QU108             | 17 d'agost de 2002     | Palomar              | NEAT              |
| 338140 | 2002 QE110             | 27 d'agost de 2002     | Palomar              | NEAT              |
| 338141 | 2002 QG115             | 19 d'agost de 2002     | Palomar              | NEAT              |
| 338142 | 2002 QK115             | 18 d'agost de 2002     | Palomar              | NEAT              |
| 338143 | 2002 QU115             | 18 d'agost de 2002     | Palomar              | NEAT              |
| 338144 | 2002 QA117             | 26 d'agost de 2002     | Palomar              | NEAT              |
| 338145 | 2002 QU120             | 30 d'agost de 2002     | Palomar              | NEAT              |
| 338146 | 2002 QA126             | 17 d'agost de 2002     | Palomar              | NEAT              |
| 338147 | 2002 QE127             | 29 d'agost de 2002     | Palomar              | NEAT              |
| 338148 | 2002 QO128             | 29 d'agost de 2002     | Palomar              | NEAT              |
| 338149 | 2002 QP128             | 29 d'agost de 2002     | Palomar              | NEAT              |
| 338150 | 2002 QY129             | 31 de desembre de 2008 | Kitt Peak            | Spacewatch        |
| 338151 | 2002 QX131             | 30 d'agost de 2002     | Palomar              | NEAT              |
| 338152 | 2002 QS132             | 27 d'agost de 2002     | Palomar              | NEAT              |
| 338153 | 2002 QP136             | 26 d'agost de 2002     | Palomar              | NEAT              |
| 338154 | 2002 QN142             | 12 de setembre de 2007 | Dauban               | Chante-Perdrix    |
| 338155 | 2002 QU146             | 12 de setembre de 2007 | Mount Lemmon         | Mt. Lemmon Survey |
| 338156 | 2002 QG147             | 30 d'abril de 2006     | Kitt Peak            | Spacewatch        |
| 338157 | 2002 QZ149             | 6 d'octubre de 2007    | Socorro              | LINEAR            |
| 338158 | 2002 QX150             | 28 de novembre de 2006 | Mount Lemmon         | Mt. Lemmon Survey |
| 338159 | 2002 RY                | 3 de setembre de 2002  | Palomar              | NEAT              |
| 338160 | 2002 RP2               | 4 de setembre de 2002  | Anderson Mesa        | LONEOS            |
| 338161 | 2002 RH6               | 1 de setembre de 2002  | Haleakala            | NEAT              |
| 338162 | 2002 RL15              | 4 de setembre de 2002  | Anderson Mesa        | LONEOS            |
| 338163 | 2002 RT22              | 4 de setembre de 2002  | Anderson Mesa        | LONEOS            |
| 338164 | 2002 RP35              | 5 de setembre de 2002  | Anderson Mesa        | LONEOS            |
| 338165 | 2002 RR66              | 3 de setembre de 2002  | Palomar              | NEAT              |
| 338166 | 2002 RZ66              | 3 de setembre de 2002  | Palomar              | NEAT              |
| 338167 | 2002 RR69              | 4 de setembre de 2002  | Anderson Mesa        | LONEOS            |
| 338168 | 2002 RX77              | 5 de setembre de 2002  | Socorro              | LINEAR            |
| 338169 | 2002 RP78              | 30 d'agost de 2002     | Anderson Mesa        | LONEOS            |
| 338170 | 2002 RV84              | 5 de setembre de 2002  | Socorro              | LINEAR            |
| 338171 | 2002 RL111             | 6 de setembre de 2002  | Socorro              | LINEAR            |
| 338172 | 2002 RV112             | 7 de setembre de 2002  | Socorro              | LINEAR            |
| 338173 | 2002 RV115             | 6 de setembre de 2002  | Socorro              | LINEAR            |
| 338174 | 2002 RY115             | 6 de setembre de 2002  | Socorro              | LINEAR            |
| 338175 | 2002 RD116             | 20 d'agost de 2002     | Palomar              | NEAT              |
| 338176 | 2002 RC118             | 6 de setembre de 2002  | Socorro              | LINEAR            |
| 338177 | 2002 RU125             | 6 de setembre de 2002  | Socorro              | LINEAR            |
| 338178 | 2002 RJ126             | 8 de setembre de 2002  | Campo Imperatore     | CINEOS            |
| 338179 | 2002 RC132             | 11 de setembre de 2002 | Haleakala            | NEAT              |
| 338180 | 2002 RX132             | 9 de setembre de 2002  | Haleakala            | NEAT              |
| 338181 | 2002 RE158             | 11 de setembre de 2002 | Palomar              | NEAT              |
| 338182 | 2002 RF165             | 12 de setembre de 2002 | Palomar              | NEAT              |
| 338183 | 2002 RP170             | 13 de setembre de 2002 | Palomar              | NEAT              |
| 338184 | 2002 RA173             | 13 de setembre de 2002 | Socorro              | LINEAR            |
| 338185 | 2002 RY182             | 11 de setembre de 2002 | Palomar              | NEAT              |
| 338186 | 2002 RK183             | 11 de setembre de 2002 | Palomar              | NEAT              |
| 338187 | 2002 RK200             | 13 de setembre de 2002 | Palomar              | NEAT              |
| 338188 | 2002 RW200             | 1 de setembre de 2002  | Palomar              | NEAT              |
| 338189 | 2002 RE203             | 13 de setembre de 2002 | Palomar              | NEAT              |
| 338190 | 2002 RV210             | 15 de setembre de 2002 | Kitt Peak            | Spacewatch        |
| 338191 | 2002 RO240             | 14 de setembre de 2002 | Palomar              | R. Matson         |
| 338192 | 2002 RW255             | 4 de setembre de 2002  | Palomar              | NEAT              |
| 338193 | 2002 RQ257             | 4 de setembre de 2002  | Palomar              | NEAT              |
| 338194 | 2002 RM261             | 11 de setembre de 2002 | Palomar              | NEAT              |
| 338195 | 2002 RB268             | 12 de setembre de 2002 | Palomar              | NEAT              |
| 338196 | 2002 RQ269             | 4 de setembre de 2002  | Palomar              | NEAT              |
| 338197 | 2002 RM270             | 4 de setembre de 2002  | Palomar              | NEAT              |
| 338198 | 2002 RX273             | 15 de setembre de 2002 | Palomar              | NEAT              |
| 338199 | 2002 RS275             | 14 de setembre de 2002 | Palomar              | NEAT              |
| 338200 | 2002 RQ278             | 15 de setembre de 2002 | Palomar              | NEAT              |

## 338201-338300
| Nom    | Designació provisional | Data de descobriment   | Lloc de descobriment | Descobridor/s            |
| ------ | ---------------------- | ---------------------- | -------------------- | ------------------------ |
| 338201 | 2002 RX278             | 12 de setembre de 2002 | Palomar              | NEAT                     |
| 338202 | 2002 RS289             | 19 d'octubre de 2007   | Catalina             | CSS                      |
| 338203 | 2002 RJ290             | 4 de setembre de 2007  | Catalina             | CSS                      |
| 338204 | 2002 SS                | 23 de setembre de 2002 | Powell               | Powell                   |
| 338205 | 2002 SQ2               | 27 de setembre de 2002 | Palomar              | NEAT                     |
| 338206 | 2002 SC18              | 27 de setembre de 2002 | Palomar              | NEAT                     |
| 338207 | 2002 SJ18              | 28 de setembre de 2002 | Palomar              | NEAT                     |
| 338208 | 2002 ST24              | 28 de setembre de 2002 | Palomar              | NEAT                     |
| 338209 | 2002 SF25              | 28 de setembre de 2002 | Haleakala            | NEAT                     |
| 338210 | 2002 SF34              | 29 de setembre de 2002 | Haleakala            | NEAT                     |
| 338211 | 2002 SZ34              | 29 de setembre de 2002 | Haleakala            | NEAT                     |
| 338212 | 2002 SP35              | 29 de setembre de 2002 | Haleakala            | NEAT                     |
| 338213 | 2002 SJ44              | 5 de setembre de 2002  | Socorro              | LINEAR                   |
| 338214 | 2002 SO59              | 11 d'agost de 2002     | Haleakala            | NEAT                     |
| 338215 | 2002 SA60              | 16 de setembre de 2002 | Palomar              | NEAT                     |
| 338216 | 2002 SE70              | 26 de setembre de 2002 | Palomar              | NEAT                     |
| 338217 | 2002 TX6               | 1 d'octubre de 2002    | Anderson Mesa        | LONEOS                   |
| 338218 | 2002 TR8               | 1 d'octubre de 2002    | Haleakala            | NEAT                     |
| 338219 | 2002 TH9               | 1 d'octubre de 2002    | Anderson Mesa        | LONEOS                   |
| 338220 | 2002 TF12              | 1 d'octubre de 2002    | Anderson Mesa        | LONEOS                   |
| 338221 | 2002 TM12              | 1 d'octubre de 2002    | Anderson Mesa        | LONEOS                   |
| 338222 | 2002 TA17              | 2 d'octubre de 2002    | Socorro              | LINEAR                   |
| 338223 | 2002 TK34              | 2 d'octubre de 2002    | Socorro              | LINEAR                   |
| 338224 | 2002 TB42              | 2 d'octubre de 2002    | Socorro              | LINEAR                   |
| 338225 | 2002 TQ43              | 2 d'octubre de 2002    | Socorro              | LINEAR                   |
| 338226 | 2002 TC57              | 1 d'octubre de 2002    | Anderson Mesa        | LONEOS                   |
| 338227 | 2002 TR62              | 3 d'octubre de 2002    | Campo Imperatore     | CINEOS                   |
| 338228 | 2002 TS64              | 3 d'octubre de 2002    | Socorro              | LINEAR                   |
| 338229 | 2002 TN66              | 3 d'octubre de 2002    | Socorro              | LINEAR                   |
| 338230 | 2002 TD73              | 3 d'octubre de 2002    | Palomar              | NEAT                     |
| 338231 | 2002 TB74              | 3 d'octubre de 2002    | Palomar              | NEAT                     |
| 338232 | 2002 TD75              | 1 d'octubre de 2002    | Anderson Mesa        | LONEOS                   |
| 338233 | 2002 TY75              | 1 d'octubre de 2002    | Anderson Mesa        | LONEOS                   |
| 338234 | 2002 TY77              | 1 d'octubre de 2002    | Anderson Mesa        | LONEOS                   |
| 338235 | 2002 TU85              | 2 d'octubre de 2002    | Campo Imperatore     | CINEOS                   |
| 338236 | 2002 TZ88              | 3 d'octubre de 2002    | Palomar              | NEAT                     |
| 338237 | 2002 TS98              | 3 d'octubre de 2002    | Socorro              | LINEAR                   |
| 338238 | 2002 TN105             | 4 d'octubre de 2002    | Anderson Mesa        | LONEOS                   |
| 338239 | 2002 TH106             | 4 d'octubre de 2002    | Palomar              | NEAT                     |
| 338240 | 2002 TW109             | 2 d'octubre de 2002    | Haleakala            | NEAT                     |
| 338241 | 2002 TL116             | 3 d'octubre de 2002    | Palomar              | NEAT                     |
| 338242 | 2002 TJ133             | 4 d'octubre de 2002    | Socorro              | LINEAR                   |
| 338243 | 2002 TG134             | 4 d'octubre de 2002    | Palomar              | NEAT                     |
| 338244 | 2002 TD149             | 5 d'octubre de 2002    | Palomar              | NEAT                     |
| 338245 | 2002 TV151             | 5 d'octubre de 2002    | Palomar              | NEAT                     |
| 338246 | 2002 TP157             | 5 d'octubre de 2002    | Palomar              | NEAT                     |
| 338247 | 2002 TC176             | 4 d'octubre de 2002    | Anderson Mesa        | LONEOS                   |
| 338248 | 2002 TJ178             | 12 d'octubre de 2002   | Socorro              | LINEAR                   |
| 338249 | 2002 TX182             | 4 d'octubre de 2002    | Socorro              | LINEAR                   |
| 338250 | 2002 TD186             | 4 d'octubre de 2002    | Socorro              | LINEAR                   |
| 338251 | 2002 TW187             | 4 d'octubre de 2002    | Socorro              | LINEAR                   |
| 338252 | 2002 TJ195             | 3 d'octubre de 2002    | Socorro              | LINEAR                   |
| 338253 | 2002 TZ198             | 5 d'octubre de 2002    | Socorro              | LINEAR                   |
| 338254 | 2002 TZ206             | 4 d'octubre de 2002    | Socorro              | LINEAR                   |
| 338255 | 2002 TS222             | 7 d'octubre de 2002    | Socorro              | LINEAR                   |
| 338256 | 2002 TL223             | 2 d'octubre de 2002    | Haleakala            | NEAT                     |
| 338257 | 2002 TO229             | 9 d'octubre de 2002    | Socorro              | LINEAR                   |
| 338258 | 2002 TB232             | 6 d'octubre de 2002    | Socorro              | LINEAR                   |
| 338259 | 2002 TH235             | 6 d'octubre de 2002    | Socorro              | LINEAR                   |
| 338260 | 2002 TE239             | 8 d'octubre de 2002    | Anderson Mesa        | LONEOS                   |
| 338261 | 2002 TP251             | 7 d'octubre de 2002    | Haleakala            | NEAT                     |
| 338262 | 2002 TM252             | 8 d'octubre de 2002    | Anderson Mesa        | LONEOS                   |
| 338263 | 2002 TA253             | 8 d'octubre de 2002    | Anderson Mesa        | LONEOS                   |
| 338264 | 2002 TL253             | 8 d'octubre de 2002    | Anderson Mesa        | LONEOS                   |
| 338265 | 2002 TX265             | 10 d'octubre de 2002   | Socorro              | LINEAR                   |
| 338266 | 2002 TV267             | 9 d'octubre de 2002    | Socorro              | LINEAR                   |
| 338267 | 2002 TQ271             | 9 d'octubre de 2002    | Socorro              | LINEAR                   |
| 338268 | 2002 TT271             | 9 d'octubre de 2002    | Socorro              | LINEAR                   |
| 338269 | 2002 TE290             | 10 d'octubre de 2002   | Socorro              | LINEAR                   |
| 338270 | 2002 TM294             | 11 d'octubre de 2002   | Socorro              | LINEAR                   |
| 338271 | 2002 TO298             | 12 d'octubre de 2002   | Socorro              | LINEAR                   |
| 338272 | 2002 TE299             | 13 d'octubre de 2002   | Kitt Peak            | Spacewatch               |
| 338273 | 2002 TY300             | 15 d'octubre de 2002   | Palomar              | NEAT                     |
| 338274 | 2002 TM303             | 5 d'octubre de 2002    | Palomar              | K. Cernis                |
| 338275 | 2002 TM307             | 4 d'octubre de 2002    | Apache Point         | Sloan Digital Sky Survey |
| 338276 | 2002 TZ309             | 4 d'octubre de 2002    | Apache Point         | Sloan Digital Sky Survey |
| 338277 | 2002 TC323             | 5 d'octubre de 2002    | Apache Point         | Sloan Digital Sky Survey |
| 338278 | 2002 TQ327             | 5 d'octubre de 2002    | Apache Point         | Sloan Digital Sky Survey |
| 338279 | 2002 TQ328             | 5 d'octubre de 2002    | Apache Point         | Sloan Digital Sky Survey |
| 338280 | 2002 TG345             | 5 d'octubre de 2002    | Apache Point         | Sloan Digital Sky Survey |
| 338281 | 2002 TS352             | 10 d'octubre de 2002   | Apache Point         | Sloan Digital Sky Survey |
| 338282 | 2002 TB367             | 10 d'octubre de 2002   | Apache Point         | Sloan Digital Sky Survey |
| 338283 | 2002 TQ379             | 6 d'octubre de 2002    | Palomar              | NEAT                     |
| 338284 | 2002 TW381             | 9 d'octubre de 2002    | Palomar              | NEAT                     |
| 338285 | 2002 TC383             | 15 d'octubre de 2002   | Palomar              | NEAT                     |
| 338286 | 2002 UT8               | 15 de setembre de 2002 | Anderson Mesa        | LONEOS                   |
| 338287 | 2002 UB10              | 2 d'octubre de 2002    | Socorro              | LINEAR                   |
| 338288 | 2002 UG13              | 28 d'octubre de 2002   | Haleakala            | NEAT                     |
| 338289 | 2002 UD17              | 31 d'octubre de 2002   | Anderson Mesa        | LONEOS                   |
| 338290 | 2002 UJ23              | 31 d'octubre de 2002   | Socorro              | LINEAR                   |
| 338291 | 2002 UJ27              | 31 d'octubre de 2002   | Palomar              | NEAT                     |
| 338292 | 2002 UA31              | 31 d'octubre de 2002   | Socorro              | LINEAR                   |
| 338293 | 2002 UZ35              | 31 d'octubre de 2002   | Palomar              | NEAT                     |
| 338294 | 2002 UK41              | 31 d'octubre de 2002   | Palomar              | NEAT                     |
| 338295 | 2002 US45              | 31 d'octubre de 2002   | Anderson Mesa        | LONEOS                   |
| 338296 | 2002 UO57              | 15 d'octubre de 2002   | Palomar              | NEAT                     |
| 338297 | 2002 UR64              | 30 d'octubre de 2002   | Apache Point         | Sloan Digital Sky Survey |
| 338298 | 2002 UY66              | 30 d'octubre de 2002   | Apache Point         | Sloan Digital Sky Survey |
| 338299 | 2002 UQ70              | 30 d'octubre de 2002   | Apache Point         | Sloan Digital Sky Survey |
| 338300 | 2002 UX70              | 30 d'octubre de 2002   | Socorro              | LINEAR                   |

## 338301-338400
| Nom               | Designació provisional | Data de descobriment   | Lloc de descobriment | Descobridor/s            |
| ----------------- | ---------------------- | ---------------------- | -------------------- | ------------------------ |
| 338301            | 2002 UU71              | 31 d'octubre de 2002   | Palomar              | NEAT                     |
| 338302            | 2002 UE74              | 31 d'octubre de 2002   | Palomar              | NEAT                     |
| 338303            | 2002 UN75              | 31 d'octubre de 2002   | Palomar              | NEAT                     |
| 338304            | 2002 US75              | 31 d'octubre de 2002   | Palomar              | NEAT                     |
| 338305            | 2002 VO3               | 1 de novembre de 2002  | Palomar              | NEAT                     |
| 338306            | 2002 VC9               | 1 de novembre de 2002  | Palomar              | NEAT                     |
| 338307            | 2002 VO10              | 1 de novembre de 2002  | Palomar              | NEAT                     |
| 338308            | 2002 VB17              | 31 d'octubre de 2002   | Anderson Mesa        | LONEOS                   |
| 338309            | 2002 VR17              | 7 de novembre de 2002  | Socorro              | LINEAR                   |
| 338310            | 2002 VA28              | 5 de novembre de 2002  | Anderson Mesa        | LONEOS                   |
| 338311            | 2002 VJ31              | 5 de novembre de 2002  | Socorro              | LINEAR                   |
| 338312            | 2002 VK38              | 5 de novembre de 2002  | Socorro              | LINEAR                   |
| 338313            | 2002 VN44              | 4 de novembre de 2002  | Haleakala            | NEAT                     |
| 338314            | 2002 VU53              | 6 de novembre de 2002  | Socorro              | LINEAR                   |
| 338315            | 2002 VT55              | 6 de novembre de 2002  | Socorro              | LINEAR                   |
| 338316            | 2002 VY59              | 3 de novembre de 2002  | Haleakala            | NEAT                     |
| 338317            | 2002 VU66              | 6 de novembre de 2002  | Socorro              | LINEAR                   |
| 338318            | 2002 VG68              | 3 de novembre de 2002  | La Palma             | La Palma                 |
| 338319            | 2002 VO77              | 7 de novembre de 2002  | Socorro              | LINEAR                   |
| 338320            | 2002 VN86              | 8 de novembre de 2002  | Socorro              | LINEAR                   |
| 338321            | 2002 VR90              | 7 de novembre de 2002  | Needville            | Needville                |
| 338322            | 2002 VC94              | 12 de novembre de 2002 | Socorro              | LINEAR                   |
| 338323            | 2002 VV98              | 13 de novembre de 2002 | Kitt Peak            | Spacewatch               |
| 338324            | 2002 VL102             | 12 de novembre de 2002 | Socorro              | LINEAR                   |
| 338325            | 2002 VZ110             | 13 de novembre de 2002 | Palomar              | NEAT                     |
| 338326            | 2002 VN120             | 12 de novembre de 2002 | Palomar              | NEAT                     |
| 338327            | 2002 VD124             | 14 d'octubre de 2001   | Kitt Peak            | Spacewatch               |
| 338328            | 2002 VQ127             | 15 de novembre de 2002 | Socorro              | LINEAR                   |
| 338329            | 2002 VT128             | 30 d'octubre de 2002   | Kitt Peak            | Spacewatch               |
| 338330            | 2002 VT131             | 5 de novembre de 2002  | Nyukasa              | Nyukasa                  |
| 338331            | 2002 VD132             | 5 de novembre de 2002  | Nyukasa              | Nyukasa                  |
| 338332            | 2002 VY138             | 14 de novembre de 2002 | Palomar              | NEAT                     |
| 338333            | 2002 VQ141             | 13 de novembre de 2002 | Palomar              | NEAT                     |
| 338334            | 2002 VH142             | 5 de novembre de 2002  | Palomar              | NEAT                     |
| 338335            | 2002 WA1               | 22 de novembre de 2002 | Palomar              | NEAT                     |
| 338336            | 2002 WB1               | 22 de novembre de 2002 | Palomar              | NEAT                     |
| 338337            | 2002 WP3               | 24 de novembre de 2002 | Palomar              | NEAT                     |
| 338338            | 2002 WJ7               | 24 de novembre de 2002 | Palomar              | NEAT                     |
| 338339            | 2002 WG8               | 24 de novembre de 2002 | Palomar              | NEAT                     |
| 338340            | 2002 WZ17              | 28 de novembre de 2002 | Haleakala            | NEAT                     |
| 338341            | 2002 WA19              | 29 de novembre de 2002 | Pla D'Arguines       | Pla D'Arguines           |
| 338342            | 2002 WV19              | 24 de novembre de 2002 | Palomar              | S. F. Hoenig             |
| 338343            | 2002 WY19              | 24 de novembre de 2002 | Palomar              | S. F. Hoenig             |
| 338344            | 2002 WX21              | 24 de novembre de 2002 | Palomar              | NEAT                     |
| 338345            | 2002 WM24              | 16 de novembre de 2002 | Palomar              | NEAT                     |
| 338346            | 2002 XV2               | 1 de desembre de 2002  | Socorro              | LINEAR                   |
| 338347            | 2002 XG4               | 2 de desembre de 2002  | Socorro              | LINEAR                   |
| 338348            | 2002 XY11              | 3 de desembre de 2002  | Palomar              | NEAT                     |
| 338349            | 2002 XR15              | 3 de desembre de 2002  | Palomar              | NEAT                     |
| 338350            | 2002 XF17              | 3 de desembre de 2002  | Palomar              | NEAT                     |
| 338351            | 2002 XH19              | 2 de desembre de 2002  | Socorro              | LINEAR                   |
| 338352            | 2002 XZ22              | 3 de desembre de 2002  | Haleakala            | NEAT                     |
| 338353            | 2002 XE24              | 5 de desembre de 2002  | Socorro              | LINEAR                   |
| 338354            | 2002 XX27              | 5 de desembre de 2002  | Socorro              | LINEAR                   |
| 338355            | 2002 XV31              | 6 de desembre de 2002  | Socorro              | LINEAR                   |
| 338356            | 2002 XJ35              | 8 de desembre de 2002  | Desert Eagle         | W. K. Y. Yeung           |
| 338357            | 2002 XA39              | 10 de desembre de 2002 | Socorro              | LINEAR                   |
| 338358            | 2002 XB41              | 6 de desembre de 2002  | Socorro              | LINEAR                   |
| 338359            | 2002 XD48              | 10 de desembre de 2002 | Socorro              | LINEAR                   |
| 338360            | 2002 XO50              | 10 de desembre de 2002 | Socorro              | LINEAR                   |
| 338361            | 2002 XL59              | 10 de desembre de 2002 | Socorro              | LINEAR                   |
| 338362            | 2002 XP63              | 11 de desembre de 2002 | Socorro              | LINEAR                   |
| 338363            | 2002 XV73              | 11 de desembre de 2002 | Socorro              | LINEAR                   |
| 338364            | 2002 XH98              | 5 de desembre de 2002  | Socorro              | LINEAR                   |
| 338365            | 2002 XJ98              | 5 de desembre de 2002  | Socorro              | LINEAR                   |
| 338366            | 2002 XJ99              | 5 de desembre de 2002  | Socorro              | LINEAR                   |
| 338367            | 2002 XR106             | 5 de desembre de 2002  | Socorro              | LINEAR                   |
| 338368            | 2002 XO118             | 3 de desembre de 2002  | Palomar              | NEAT                     |
| 338369            | 2002 XQ118             | 12 d'octubre de 2005   | Apache Point         | Sloan Digital Sky Survey |
| 338370            | 2002 XW118             | 10 de desembre de 2002 | Palomar              | NEAT                     |
| 338371            | 2002 XO119             | 10 de desembre de 2002 | Palomar              | NEAT                     |
| 338372            | 2002 XM120             | 3 de desembre de 2002  | Palomar              | NEAT                     |
| 338373 Fonóalbert | 2002 YG3               | 25 de desembre de 2002 | Piszkesteto          | Piszkesteto              |
| 338374            | 2002 YB5               | 28 de desembre de 2002 | Socorro              | LINEAR                   |
| 338375            | 2002 YK8               | 31 de desembre de 2002 | Socorro              | LINEAR                   |
| 338376            | 2002 YR9               | 31 de desembre de 2002 | Socorro              | LINEAR                   |
| 338377            | 2002 YR14              | 31 de desembre de 2002 | Socorro              | LINEAR                   |
| 338378            | 2002 YM21              | 31 de desembre de 2002 | Socorro              | LINEAR                   |
| 338379            | 2002 YD22              | 31 de desembre de 2002 | Socorro              | LINEAR                   |
| 338380            | 2002 YD27              | 31 de desembre de 2002 | Socorro              | LINEAR                   |
| 338381            | 2002 YD30              | 31 de desembre de 2002 | Socorro              | LINEAR                   |
| 338382            | 2002 YO34              | 31 de desembre de 2002 | Socorro              | LINEAR                   |
| 338383            | 2002 YU36              | 27 de desembre de 2002 | Palomar              | NEAT                     |
| 338384            | 2003 AA1               | 1 de gener de 2003     | Socorro              | LINEAR                   |
| 338385            | 2003 AL1               | 1 de gener de 2003     | Socorro              | LINEAR                   |
| 338386            | 2003 AJ4               | 3 de gener de 2003     | Nashville            | R. Clingan               |
| 338387            | 2003 AL5               | 1 de gener de 2003     | Socorro              | LINEAR                   |
| 338388            | 2003 AA14              | 1 de gener de 2003     | Socorro              | LINEAR                   |
| 338389            | 2003 AW21              | 5 de gener de 2003     | Socorro              | LINEAR                   |
| 338390            | 2003 AP33              | 5 de gener de 2003     | Socorro              | LINEAR                   |
| 338391            | 2003 AN40              | 7 de gener de 2003     | Socorro              | LINEAR                   |
| 338392            | 2003 AO40              | 7 de gener de 2003     | Socorro              | LINEAR                   |
| 338393            | 2003 AG52              | 5 de gener de 2003     | Socorro              | LINEAR                   |
| 338394            | 2003 AV53              | 5 de gener de 2003     | Socorro              | LINEAR                   |
| 338395            | 2003 AL61              | 7 de gener de 2003     | Socorro              | LINEAR                   |
| 338396            | 2003 AG67              | 7 de gener de 2003     | Socorro              | LINEAR                   |
| 338397            | 2003 AW77              | 10 de gener de 2003    | Socorro              | LINEAR                   |
| 338398            | 2003 AS86              | 1 de gener de 2003     | Socorro              | LINEAR                   |
| 338399            | 2003 AP90              | 5 de gener de 2003     | Socorro              | LINEAR                   |
| 338400            | 2003 BK                | 20 de gener de 2003    | Wrightwood           | J. W. Young              |

## 338401-338500
| Nom    | Designació provisional | Data de descobriment  | Lloc de descobriment | Descobridor/s               |
| ------ | ---------------------- | --------------------- | -------------------- | --------------------------- |
| 338401 | 2003 BZ4               | 24 de gener de 2003   | La Silla             | A. Boattini, H. Scholl      |
| 338402 | 2003 BH6               | 23 de gener de 2003   | Kvistaberg           | Uppsala-DLR Asteroid Survey |
| 338403 | 2003 BJ11              | 26 de gener de 2003   | Anderson Mesa        | LONEOS                      |
| 338404 | 2003 BK14              | 26 de gener de 2003   | Haleakala            | NEAT                        |
| 338405 | 2003 BB19              | 27 de gener de 2003   | Anderson Mesa        | LONEOS                      |
| 338406 | 2003 BG21              | 27 de gener de 2003   | Socorro              | LINEAR                      |
| 338407 | 2003 BS21              | 27 de gener de 2003   | Anderson Mesa        | LONEOS                      |
| 338408 | 2003 BL28              | 26 de gener de 2003   | Haleakala            | NEAT                        |
| 338409 | 2003 BQ29              | 27 de gener de 2003   | Socorro              | LINEAR                      |
| 338410 | 2003 BB32              | 27 de gener de 2003   | Socorro              | LINEAR                      |
| 338411 | 2003 BH33              | 27 de gener de 2003   | Haleakala            | NEAT                        |
| 338412 | 2003 BD41              | 28 de gener de 2003   | Socorro              | LINEAR                      |
| 338413 | 2003 BL48              | 26 de gener de 2003   | Kitt Peak            | Spacewatch                  |
| 338414 | 2003 BA50              | 27 de gener de 2003   | Socorro              | LINEAR                      |
| 338415 | 2003 BD50              | 27 de gener de 2003   | Socorro              | LINEAR                      |
| 338416 | 2003 BH57              | 5 de desembre de 2002 | Kitt Peak            | Spacewatch                  |
| 338417 | 2003 BY59              | 27 de gener de 2003   | Socorro              | LINEAR                      |
| 338418 | 2003 BC60              | 27 de gener de 2003   | Socorro              | LINEAR                      |
| 338419 | 2003 BR60              | 27 de gener de 2003   | Palomar              | NEAT                        |
| 338420 | 2003 BQ62              | 28 de gener de 2003   | Palomar              | NEAT                        |
| 338421 | 2003 BV64              | 30 de gener de 2003   | Anderson Mesa        | LONEOS                      |
| 338422 | 2003 BT77              | 30 de gener de 2003   | Anderson Mesa        | LONEOS                      |
| 338423 | 2003 BZ84              | 31 de gener de 2003   | Socorro              | LINEAR                      |
| 338424 | 2003 BX90              | 31 de gener de 2003   | Anderson Mesa        | LONEOS                      |
| 338425 | 2003 CM1               | 1 de febrer de 2003   | Palomar              | NEAT                        |
| 338426 | 2003 CO2               | 1 de febrer de 2003   | Haleakala            | NEAT                        |
| 338427 | 2003 CV4               | 1 de febrer de 2003   | Socorro              | LINEAR                      |
| 338428 | 2003 CA8               | 1 de febrer de 2003   | Socorro              | LINEAR                      |
| 338429 | 2003 CB10              | 2 de febrer de 2003   | Socorro              | LINEAR                      |
| 338430 | 2003 CZ13              | 4 de febrer de 2003   | Kitt Peak            | Spacewatch                  |
| 338431 | 2003 CP14              | 3 de febrer de 2003   | Socorro              | LINEAR                      |
| 338432 | 2003 CU17              | 7 de febrer de 2003   | Palomar              | NEAT                        |
| 338433 | 2003 CK25              | 1 de febrer de 2003   | Palomar              | NEAT                        |
| 338434 | 2003 CN25              | 3 de febrer de 2003   | Anderson Mesa        | LONEOS                      |
| 338435 | 2003 CC26              | 2 de febrer de 2003   | Palomar              | NEAT                        |
| 338436 | 2003 DR9               | 25 de febrer de 2003  | Campo Imperatore     | CINEOS                      |
| 338437 | 2003 DF17              | 24 de febrer de 2003  | Needville            | W. G. Dillon, J. Dellinger  |
| 338438 | 2003 EH15              | 7 de març de 2003     | Socorro              | LINEAR                      |
| 338439 | 2003 ER15              | 7 de març de 2003     | Socorro              | LINEAR                      |
| 338440 | 2003 EA18              | 6 de març de 2003     | Anderson Mesa        | LONEOS                      |
| 338441 | 2003 EO31              | 7 de març de 2003     | Socorro              | LINEAR                      |
| 338442 | 2003 EQ33              | 7 de març de 2003     | Kitt Peak            | Spacewatch                  |
| 338443 | 2003 EU40              | 8 de març de 2003     | Palomar              | NEAT                        |
| 338444 | 2003 ED41              | 8 de març de 2003     | Palomar              | NEAT                        |
| 338445 | 2003 ET47              | 9 de març de 2003     | Anderson Mesa        | LONEOS                      |
| 338446 | 2003 EV47              | 9 de març de 2003     | Anderson Mesa        | LONEOS                      |
| 338447 | 2003 ER49              | 10 de març de 2003    | Socorro              | LINEAR                      |
| 338448 | 2003 EX49              | 10 de març de 2003    | Palomar              | NEAT                        |
| 338449 | 2003 EY50              | 10 de març de 2003    | Kitt Peak            | Spacewatch                  |
| 338450 | 2003 EG55              | 9 de març de 2003     | Kitt Peak            | Deep Lens Survey            |
| 338451 | 2003 EO62              | 9 de març de 2003     | Socorro              | LINEAR                      |
| 338452 | 2003 FO2               | 23 de març de 2003    | Eskridge             | G. Hug                      |
| 338453 | 2003 FY3               | 26 de març de 2003    | Palomar              | NEAT                        |
| 338454 | 2003 FE5               | 24 de març de 2003    | Nashville            | R. Clingan                  |
| 338455 | 2003 FS5               | 26 de març de 2003    | Campo Imperatore     | CINEOS                      |
| 338456 | 2003 FO8               | 31 de març de 2003    | Socorro              | LINEAR                      |
| 338457 | 2003 FG13              | 23 de març de 2003    | Kitt Peak            | Spacewatch                  |
| 338458 | 2003 FE20              | 23 de març de 2003    | Palomar              | NEAT                        |
| 338459 | 2003 FO26              | 24 de març de 2003    | Kitt Peak            | Spacewatch                  |
| 338460 | 2003 FL27              | 24 de març de 2003    | Kitt Peak            | Spacewatch                  |
| 338461 | 2003 FE34              | 23 de març de 2003    | Kitt Peak            | Spacewatch                  |
| 338462 | 2003 FS48              | 24 de març de 2003    | Kitt Peak            | Spacewatch                  |
| 338463 | 2003 FX60              | 26 de març de 2003    | Palomar              | NEAT                        |
| 338464 | 2003 FP63              | 26 de març de 2003    | Palomar              | NEAT                        |
| 338465 | 2003 FV67              | 26 de març de 2003    | Kitt Peak            | Spacewatch                  |
| 338466 | 2003 FT68              | 26 de març de 2003    | Palomar              | NEAT                        |
| 338467 | 2003 FX69              | 26 de març de 2003    | Kitt Peak            | Spacewatch                  |
| 338468 | 2003 FP75              | 27 de març de 2003    | Kitt Peak            | Spacewatch                  |
| 338469 | 2003 FY76              | 27 de març de 2003    | Kitt Peak            | Spacewatch                  |
| 338470 | 2003 FC83              | 27 de març de 2003    | Palomar              | NEAT                        |
| 338471 | 2003 FV86              | 28 de març de 2003    | Kitt Peak            | Spacewatch                  |
| 338472 | 2003 FU101             | 31 de març de 2003    | Kitt Peak            | Spacewatch                  |
| 338473 | 2003 FG112             | 31 de març de 2003    | Kitt Peak            | Spacewatch                  |
| 338474 | 2003 FR127             | 31 de març de 2003    | Catalina             | CSS                         |
| 338475 | 2003 FF131             | 24 de març de 2003    | Kitt Peak            | Spacewatch                  |
| 338476 | 2003 GF40              | 9 d'abril de 2003     | Socorro              | LINEAR                      |
| 338477 | 2003 GQ49              | 10 d'abril de 2003    | Kitt Peak            | Spacewatch                  |
| 338478 | 2003 GS53              | 3 d'abril de 2003     | Anderson Mesa        | LONEOS                      |
| 338479 | 2003 HO                | 6 d'abril de 2003     | Kitt Peak            | Spacewatch                  |
| 338480 | 2003 HD2               | 24 d'abril de 2003    | Kitt Peak            | Spacewatch                  |
| 338481 | 2003 HA4               | 24 d'abril de 2003    | Anderson Mesa        | LONEOS                      |
| 338482 | 2003 HH4               | 24 d'abril de 2003    | Anderson Mesa        | LONEOS                      |
| 338483 | 2003 HY10              | 25 d'abril de 2003    | Kitt Peak            | Spacewatch                  |
| 338484 | 2003 HO14              | 26 d'abril de 2003    | Socorro              | LINEAR                      |
| 338485 | 2003 HU38              | 29 d'abril de 2003    | Anderson Mesa        | LONEOS                      |
| 338486 | 2003 HY38              | 29 d'abril de 2003    | Socorro              | LINEAR                      |
| 338487 | 2003 HZ38              | 29 d'abril de 2003    | Socorro              | LINEAR                      |
| 338488 | 2003 HF43              | 29 d'abril de 2003    | Socorro              | LINEAR                      |
| 338489 | 2003 JZ4               | 1 de maig de 2003     | Socorro              | LINEAR                      |
| 338490 | 2003 KS12              | 26 de maig de 2003    | Kitt Peak            | Spacewatch                  |
| 338491 | 2003 KA19              | 31 de maig de 2003    | Kitt Peak            | Spacewatch                  |
| 338492 | 2003 KC31              | 26 de maig de 2003    | Kitt Peak            | Spacewatch                  |
| 338493 | 2003 LL9               | 6 de juny de 2003     | Kitt Peak            | Spacewatch                  |
| 338494 | 2003 MD6               | 26 de juny de 2003    | Socorro              | LINEAR                      |
| 338495 | 2003 NU1               | 2 de juliol de 2003   | Socorro              | LINEAR                      |
| 338496 | 2003 NJ12              | 3 de juliol de 2003   | Kitt Peak            | Spacewatch                  |
| 338497 | 2003 OC12              | 22 de juliol de 2003  | Palomar              | NEAT                        |
| 338498 | 2003 OD14              | 29 de juliol de 2003  | Socorro              | LINEAR                      |
| 338499 | 2003 OT14              | 22 de juliol de 2003  | Palomar              | NEAT                        |
| 338500 | 2003 OO16              | 26 de juliol de 2003  | Palomar              | NEAT                        |

## 338501-338600
| Nom    | Designació provisional | Data de descobriment   | Lloc de descobriment | Descobridor/s               |
| ------ | ---------------------- | ---------------------- | -------------------- | --------------------------- |
| 338501 | 2003 OW24              | 24 de juliol de 2003   | Palomar              | NEAT                        |
| 338502 | 2003 PJ9               | 4 d'agost de 2003      | Kitt Peak            | Spacewatch                  |
| 338503 | 2003 PO11              | 5 d'agost de 2003      | Kvistaberg           | Uppsala-DLR Asteroid Survey |
| 338504 | 2003 PW11              | 1 d'agost de 2003      | Socorro              | LINEAR                      |
| 338505 | 2003 PB12              | 2 d'agost de 2003      | Bergisch Gladbac     | W. Bickel                   |
| 338506 | 2003 QO5               | 18 d'agost de 2003     | Campo Imperatore     | CINEOS                      |
| 338507 | 2003 QV7               | 21 d'agost de 2003     | Palomar              | NEAT                        |
| 338508 | 2003 QS14              | 20 d'agost de 2003     | Palomar              | NEAT                        |
| 338509 | 2003 QN17              | 22 d'agost de 2003     | Palomar              | NEAT                        |
| 338510 | 2003 QY21              | 20 d'agost de 2003     | Palomar              | NEAT                        |
| 338511 | 2003 QS22              | 20 d'agost de 2003     | Palomar              | NEAT                        |
| 338512 | 2003 QL29              | 23 d'agost de 2003     | Crni Vrh             | Crni Vrh                    |
| 338513 | 2003 QD32              | 21 d'agost de 2003     | Palomar              | NEAT                        |
| 338514 | 2003 QR41              | 1 d'agost de 2003      | Socorro              | LINEAR                      |
| 338515 | 2003 QU48              | 21 d'agost de 2003     | Haleakala            | NEAT                        |
| 338516 | 2003 QT49              | 22 d'agost de 2003     | Haleakala            | NEAT                        |
| 338517 | 2003 QP53              | 23 d'agost de 2003     | Socorro              | LINEAR                      |
| 338518 | 2003 QG60              | 23 d'agost de 2003     | Socorro              | LINEAR                      |
| 338519 | 2003 QE61              | 23 d'agost de 2003     | Socorro              | LINEAR                      |
| 338520 | 2003 QN66              | 22 d'agost de 2003     | Socorro              | LINEAR                      |
| 338521 | 2003 QV81              | 23 d'agost de 2003     | Socorro              | LINEAR                      |
| 338522 | 2003 QS85              | 24 d'agost de 2003     | Socorro              | LINEAR                      |
| 338523 | 2003 QR89              | 27 d'agost de 2003     | Haleakala            | NEAT                        |
| 338524 | 2003 QB97              | 30 d'agost de 2003     | Kitt Peak            | Spacewatch                  |
| 338525 | 2003 QX108             | 2 d'agost de 2003      | Haleakala            | NEAT                        |
| 338526 | 2003 QD115             | 17 d'octubre de 2003   | Apache Point         | Sloan Digital Sky Survey    |
| 338527 | 2003 QH115             | 19 de setembre de 2003 | Socorro              | LINEAR                      |
| 338528 | 2003 RG2               | 3 de setembre de 2003  | Reedy Creek          | J. Broughton                |
| 338529 | 2003 RO14              | 14 de setembre de 2003 | Haleakala            | NEAT                        |
| 338530 | 2003 RO16              | 15 de setembre de 2003 | Palomar              | NEAT                        |
| 338531 | 2003 RX16              | 15 de setembre de 2003 | Palomar              | NEAT                        |
| 338532 | 2003 RO19              | 15 de setembre de 2003 | Anderson Mesa        | LONEOS                      |
| 338533 | 2003 RJ22              | 15 de setembre de 2003 | Haleakala            | NEAT                        |
| 338534 | 2003 RJ23              | 13 de setembre de 2003 | Haleakala            | NEAT                        |
| 338535 | 2003 RC25              | 15 de setembre de 2003 | Palomar              | NEAT                        |
| 338536 | 2003 RH25              | 15 de setembre de 2003 | Palomar              | NEAT                        |
| 338537 | 2003 SX4               | 16 de setembre de 2003 | Klet                 | M. Tichy                    |
| 338538 | 2003 SW7               | 16 de setembre de 2003 | Palomar              | NEAT                        |
| 338539 | 2003 SD8               | 16 de setembre de 2003 | Kitt Peak            | Spacewatch                  |
| 338540 | 2003 SR10              | 17 de setembre de 2003 | Kitt Peak            | Spacewatch                  |
| 338541 | 2003 SE12              | 16 de setembre de 2003 | Kitt Peak            | Spacewatch                  |
| 338542 | 2003 SO22              | 16 de setembre de 2003 | Kitt Peak            | Spacewatch                  |
| 338543 | 2003 SZ23              | 17 de setembre de 2003 | Socorro              | LINEAR                      |
| 338544 | 2003 SW28              | 18 de setembre de 2003 | Palomar              | NEAT                        |
| 338545 | 2003 ST34              | 18 de setembre de 2003 | Palomar              | NEAT                        |
| 338546 | 2003 SB35              | 18 de setembre de 2003 | Kitt Peak            | Spacewatch                  |
| 338547 | 2003 SF35              | 18 de setembre de 2003 | Kitt Peak            | Spacewatch                  |
| 338548 | 2003 SR40              | 16 de setembre de 2003 | Palomar              | NEAT                        |
| 338549 | 2003 SV40              | 16 de setembre de 2003 | Palomar              | NEAT                        |
| 338550 | 2003 SW47              | 18 de setembre de 2003 | Palomar              | NEAT                        |
| 338551 | 2003 SR49              | 18 de setembre de 2003 | Palomar              | NEAT                        |
| 338552 | 2003 SJ53              | 16 de setembre de 2003 | Kitt Peak            | Spacewatch                  |
| 338553 | 2003 SK53              | 16 de setembre de 2003 | Kitt Peak            | Spacewatch                  |
| 338554 | 2003 SD57              | 3 de setembre de 2003  | Socorro              | LINEAR                      |
| 338555 | 2003 SJ58              | 17 de setembre de 2003 | Anderson Mesa        | LONEOS                      |
| 338556 | 2003 SF59              | 17 de setembre de 2003 | Anderson Mesa        | LONEOS                      |
| 338557 | 2003 SJ59              | 17 de setembre de 2003 | Anderson Mesa        | LONEOS                      |
| 338558 | 2003 SA60              | 17 de setembre de 2003 | Anderson Mesa        | LONEOS                      |
| 338559 | 2003 SW61              | 17 de setembre de 2003 | Socorro              | LINEAR                      |
| 338560 | 2003 SD62              | 17 de setembre de 2003 | Kitt Peak            | Spacewatch                  |
| 338561 | 2003 SF65              | 18 de setembre de 2003 | Anderson Mesa        | LONEOS                      |
| 338562 | 2003 SQ65              | 18 de setembre de 2003 | Anderson Mesa        | LONEOS                      |
| 338563 | 2003 SH71              | 18 de setembre de 2003 | Kitt Peak            | Spacewatch                  |
| 338564 | 2003 SR73              | 18 de setembre de 2003 | Kitt Peak            | Spacewatch                  |
| 338565 | 2003 SN81              | 19 de setembre de 2003 | Kitt Peak            | Spacewatch                  |
| 338566 | 2003 SW81              | 16 de setembre de 2003 | Anderson Mesa        | LONEOS                      |
| 338567 | 2003 SJ84              | 19 de setembre de 2003 | Kitt Peak            | Spacewatch                  |
| 338568 | 2003 SD85              | 16 de setembre de 2003 | Palomar              | NEAT                        |
| 338569 | 2003 ST85              | 16 de setembre de 2003 | Kitt Peak            | Spacewatch                  |
| 338570 | 2003 SD86              | 16 de setembre de 2003 | Palomar              | NEAT                        |
| 338571 | 2003 SR86              | 16 de setembre de 2003 | Palomar              | NEAT                        |
| 338572 | 2003 SJ92              | 18 de setembre de 2003 | Kitt Peak            | Spacewatch                  |
| 338573 | 2003 SL94              | 19 de setembre de 2003 | Campo Imperatore     | CINEOS                      |
| 338574 | 2003 SZ104             | 20 de setembre de 2003 | Palomar              | NEAT                        |
| 338575 | 2003 SV107             | 20 de setembre de 2003 | Palomar              | NEAT                        |
| 338576 | 2003 SK108             | 20 de setembre de 2003 | Palomar              | NEAT                        |
| 338577 | 2003 SS111             | 17 de setembre de 2003 | Socorro              | LINEAR                      |
| 338578 | 2003 SU111             | 20 de setembre de 2003 | Piszkesteto          | K. Sarneczky, B. Sipocz     |
| 338579 | 2003 SB112             | 18 de setembre de 2003 | Goodricke-Pigott     | R. A. Tucker                |
| 338580 | 2003 SX120             | 17 de setembre de 2003 | Socorro              | LINEAR                      |
| 338581 | 2003 SE121             | 17 de setembre de 2003 | Kitt Peak            | Spacewatch                  |
| 338582 | 2003 SJ125             | 19 de setembre de 2003 | Palomar              | NEAT                        |
| 338583 | 2003 SO126             | 19 de setembre de 2003 | Haleakala            | NEAT                        |
| 338584 | 2003 SA134             | 18 de setembre de 2003 | Socorro              | LINEAR                      |
| 338585 | 2003 SR139             | 18 de setembre de 2003 | Palomar              | NEAT                        |
| 338586 | 2003 ST139             | 18 de setembre de 2003 | Kitt Peak            | Spacewatch                  |
| 338587 | 2003 SZ142             | 20 de setembre de 2003 | Haleakala            | NEAT                        |
| 338588 | 2003 SA144             | 21 de setembre de 2003 | Socorro              | LINEAR                      |
| 338589 | 2003 SP144             | 19 de setembre de 2003 | Palomar              | NEAT                        |
| 338590 | 2003 SK145             | 20 de setembre de 2003 | Palomar              | NEAT                        |
| 338591 | 2003 SW145             | 20 de setembre de 2003 | Palomar              | NEAT                        |
| 338592 | 2003 SA148             | 16 de setembre de 2003 | Socorro              | LINEAR                      |
| 338593 | 2003 SH150             | 17 de setembre de 2003 | Socorro              | LINEAR                      |
| 338594 | 2003 SM150             | 17 de setembre de 2003 | Socorro              | LINEAR                      |
| 338595 | 2003 SO150             | 17 de setembre de 2003 | Socorro              | LINEAR                      |
| 338596 | 2003 SB157             | 19 de setembre de 2003 | Anderson Mesa        | LONEOS                      |
| 338597 | 2003 SB159             | 19 de setembre de 2003 | Kitt Peak            | Spacewatch                  |
| 338598 | 2003 SZ165             | 20 de setembre de 2003 | Crni Vrh             | Crni Vrh                    |
| 338599 | 2003 SX168             | 23 de setembre de 2003 | Haleakala            | NEAT                        |
| 338600 | 2003 ST170             | 21 de setembre de 2003 | Uccle                | T. Pauwels                  |

## 338601-338700
| Nom    | Designació provisional | Data de descobriment   | Lloc de descobriment | Descobridor/s               |
| ------ | ---------------------- | ---------------------- | -------------------- | --------------------------- |
| 338601 | 2003 SS173             | 18 de setembre de 2003 | Palomar              | NEAT                        |
| 338602 | 2003 SX174             | 18 de setembre de 2003 | Kitt Peak            | Spacewatch                  |
| 338603 | 2003 ST180             | 19 de setembre de 2003 | Haleakala            | NEAT                        |
| 338604 | 2003 SM187             | 21 de setembre de 2003 | Socorro              | LINEAR                      |
| 338605 | 2003 SO187             | 21 de setembre de 2003 | Kitt Peak            | Spacewatch                  |
| 338606 | 2003 SM189             | 22 de setembre de 2003 | Kitt Peak            | Spacewatch                  |
| 338607 | 2003 SQ189             | 23 de setembre de 2003 | Palomar              | NEAT                        |
| 338608 | 2003 SN197             | 21 de setembre de 2003 | Anderson Mesa        | LONEOS                      |
| 338609 | 2003 SF198             | 21 de setembre de 2003 | Anderson Mesa        | LONEOS                      |
| 338610 | 2003 ST198             | 21 de setembre de 2003 | Anderson Mesa        | LONEOS                      |
| 338611 | 2003 SW202             | 22 de setembre de 2003 | Anderson Mesa        | LONEOS                      |
| 338612 | 2003 SY208             | 21 de setembre de 2003 | Palomar              | NEAT                        |
| 338613 | 2003 SQ209             | 24 de setembre de 2003 | Kvistaberg           | Uppsala-DLR Asteroid Survey |
| 338614 | 2003 SF211             | 24 de setembre de 2003 | Palomar              | NEAT                        |
| 338615 | 2003 SX211             | 25 de setembre de 2003 | Palomar              | NEAT                        |
| 338616 | 2003 SX221             | 28 de setembre de 2003 | Desert Eagle         | W. K. Y. Yeung              |
| 338617 | 2003 SQ226             | 26 de setembre de 2003 | Desert Eagle         | W. K. Y. Yeung              |
| 338618 | 2003 SX226             | 26 de setembre de 2003 | Socorro              | LINEAR                      |
| 338619 | 2003 SU229             | 27 de setembre de 2003 | Kitt Peak            | Spacewatch                  |
| 338620 | 2003 SF241             | 17 de setembre de 2003 | Kitt Peak            | Spacewatch                  |
| 338621 | 2003 SL242             | 27 de setembre de 2003 | Kitt Peak            | Spacewatch                  |
| 338622 | 2003 SE247             | 26 de setembre de 2003 | Socorro              | LINEAR                      |
| 338623 | 2003 SA248             | 26 de setembre de 2003 | Socorro              | LINEAR                      |
| 338624 | 2003 SC256             | 27 de setembre de 2003 | Kitt Peak            | Spacewatch                  |
| 338625 | 2003 SR260             | 27 de setembre de 2003 | Kitt Peak            | Spacewatch                  |
| 338626 | 2003 SA262             | 27 de setembre de 2003 | Socorro              | LINEAR                      |
| 338627 | 2003 SC262             | 27 de setembre de 2003 | Socorro              | LINEAR                      |
| 338628 | 2003 SN262             | 28 de setembre de 2003 | Socorro              | LINEAR                      |
| 338629 | 2003 SN271             | 25 de setembre de 2003 | Haleakala            | NEAT                        |
| 338630 | 2003 SJ272             | 27 de setembre de 2003 | Socorro              | LINEAR                      |
| 338631 | 2003 SF278             | 30 de setembre de 2003 | Socorro              | LINEAR                      |
| 338632 | 2003 SM278             | 30 de setembre de 2003 | Socorro              | LINEAR                      |
| 338633 | 2003 SS278             | 30 de setembre de 2003 | Socorro              | LINEAR                      |
| 338634 | 2003 SE283             | 20 de setembre de 2003 | Socorro              | LINEAR                      |
| 338635 | 2003 SO283             | 20 de setembre de 2003 | Socorro              | LINEAR                      |
| 338636 | 2003 SH289             | 28 de setembre de 2003 | Socorro              | LINEAR                      |
| 338637 | 2003 SY295             | 29 de setembre de 2003 | Anderson Mesa        | LONEOS                      |
| 338638 | 2003 SL297             | 18 de setembre de 2003 | Haleakala            | NEAT                        |
| 338639 | 2003 SU298             | 18 de setembre de 2003 | Haleakala            | NEAT                        |
| 338640 | 2003 SV300             | 17 de setembre de 2003 | Palomar              | NEAT                        |
| 338641 | 2003 SV301             | 17 de setembre de 2003 | Palomar              | NEAT                        |
| 338642 | 2003 SW303             | 17 de setembre de 2003 | Palomar              | NEAT                        |
| 338643 | 2003 SV305             | 30 de setembre de 2003 | Socorro              | LINEAR                      |
| 338644 | 2003 SC308             | 28 de setembre de 2003 | Kitt Peak            | Spacewatch                  |
| 338645 | 2003 SM308             | 29 de setembre de 2003 | Anderson Mesa        | LONEOS                      |
| 338646 | 2003 SZ316             | 27 de setembre de 2003 | Socorro              | LINEAR                      |
| 338647 | 2003 SM318             | 17 de setembre de 2003 | Kitt Peak            | Spacewatch                  |
| 338648 | 2003 SQ324             | 17 de setembre de 2003 | Kitt Peak            | Spacewatch                  |
| 338649 | 2003 SO326             | 18 de setembre de 2003 | Kitt Peak            | Spacewatch                  |
| 338650 | 2003 SH329             | 22 de setembre de 2003 | Palomar              | NEAT                        |
| 338651 | 2003 SD330             | 26 de setembre de 2003 | Apache Point         | Sloan Digital Sky Survey    |
| 338652 | 2003 SG330             | 26 de setembre de 2003 | Apache Point         | Sloan Digital Sky Survey    |
| 338653 | 2003 SW330             | 26 de setembre de 2003 | Apache Point         | Sloan Digital Sky Survey    |
| 338654 | 2003 SB333             | 30 de setembre de 2003 | Kitt Peak            | Spacewatch                  |
| 338655 | 2003 SA334             | 22 de setembre de 2003 | Kitt Peak            | Spacewatch                  |
| 338656 | 2003 SH338             | 26 de setembre de 2003 | Apache Point         | Sloan Digital Sky Survey    |
| 338657 | 2003 SV340             | 16 de setembre de 2003 | Kitt Peak            | Spacewatch                  |
| 338658 | 2003 SM342             | 17 de setembre de 2003 | Kitt Peak            | Spacewatch                  |
| 338659 | 2003 SS342             | 10 d'abril de 2002     | Socorro              | LINEAR                      |
| 338660 | 2003 SD349             | 18 de setembre de 2003 | Kitt Peak            | Spacewatch                  |
| 338661 | 2003 ST349             | 18 de setembre de 2003 | Kitt Peak            | Spacewatch                  |
| 338662 | 2003 SJ350             | 18 de setembre de 2003 | Palomar              | NEAT                        |
| 338663 | 2003 SZ352             | 20 de setembre de 2003 | Kitt Peak            | Spacewatch                  |
| 338664 | 2003 SA354             | 22 de setembre de 2003 | Anderson Mesa        | LONEOS                      |
| 338665 | 2003 SG359             | 16 de febrer de 2001   | Kitt Peak            | Spacewatch                  |
| 338666 | 2003 SN359             | 21 de setembre de 2003 | Kitt Peak            | Spacewatch                  |
| 338667 | 2003 SW361             | 22 de setembre de 2003 | Kitt Peak            | Spacewatch                  |
| 338668 | 2003 SE365             | 26 de setembre de 2003 | Apache Point         | Sloan Digital Sky Survey    |
| 338669 | 2003 SJ391             | 26 de setembre de 2003 | Apache Point         | Sloan Digital Sky Survey    |
| 338670 | 2003 ST391             | 26 de setembre de 2003 | Apache Point         | Sloan Digital Sky Survey    |
| 338671 | 2003 SM392             | 26 de setembre de 2003 | Apache Point         | Sloan Digital Sky Survey    |
| 338672 | 2003 SD421             | 30 de setembre de 2003 | Kitt Peak            | Spacewatch                  |
| 338673 | 2003 SJ423             | 21 de setembre de 2003 | Anderson Mesa        | LONEOS                      |
| 338674 | 2003 SN429             | 25 de setembre de 2003 | Palomar              | NEAT                        |
| 338675 | 2003 SX429             | 28 de setembre de 2003 | Kitt Peak            | Spacewatch                  |
| 338676 | 2003 SK431             | 19 de setembre de 2003 | Anderson Mesa        | LONEOS                      |
| 338677 | 2003 TX4               | 1 d'octubre de 2003    | Kitt Peak            | Spacewatch                  |
| 338678 | 2003 TZ4               | 1 d'octubre de 2003    | Kitt Peak            | Spacewatch                  |
| 338679 | 2003 TH5               | 2 d'octubre de 2003    | Haleakala            | NEAT                        |
| 338680 | 2003 TM8               | 2 d'octubre de 2003    | Socorro              | LINEAR                      |
| 338681 | 2003 TP9               | 14 d'octubre de 2003   | Palomar              | NEAT                        |
| 338682 | 2003 TW17              | 15 d'octubre de 2003   | Palomar              | NEAT                        |
| 338683 | 2003 TL19              | 15 d'octubre de 2003   | Palomar              | NEAT                        |
| 338684 | 2003 TM29              | 1 d'octubre de 2003    | Kitt Peak            | Spacewatch                  |
| 338685 | 2003 TZ35              | 1 d'octubre de 2003    | Kitt Peak            | Spacewatch                  |
| 338686 | 2003 TQ36              | 1 d'octubre de 2003    | Kitt Peak            | Spacewatch                  |
| 338687 | 2003 TF38              | 2 d'octubre de 2003    | Kitt Peak            | Spacewatch                  |
| 338688 | 2003 TE39              | 2 d'octubre de 2003    | Kitt Peak            | Spacewatch                  |
| 338689 | 2003 TW47              | 3 d'octubre de 2003    | Kitt Peak            | Spacewatch                  |
| 338690 | 2003 TL56              | 5 d'octubre de 2003    | Kitt Peak            | Spacewatch                  |
| 338691 | 2003 TQ58              | 1 d'octubre de 2003    | Anderson Mesa        | LONEOS                      |
| 338692 | 2003 US6               | 18 d'octubre de 2003   | Palomar              | NEAT                        |
| 338693 | 2003 US7               | 18 d'octubre de 2003   | Kingsnake            | J. V. McClusky              |
| 338694 | 2003 UF13              | 19 d'octubre de 2003   | Socorro              | LINEAR                      |
| 338695 | 2003 UY13              | 16 d'octubre de 2003   | Palomar              | NEAT                        |
| 338696 | 2003 US15              | 16 d'octubre de 2003   | Anderson Mesa        | LONEOS                      |
| 338697 | 2003 UV18              | 20 d'octubre de 2003   | Nashville            | R. Clingan                  |
| 338698 | 2003 UV19              | 21 d'octubre de 2003   | Socorro              | LINEAR                      |
| 338699 | 2003 UZ24              | 20 d'octubre de 2003   | Kingsnake            | J. V. McClusky              |
| 338700 | 2003 UL32              | 16 d'octubre de 2003   | Kitt Peak            | Spacewatch                  |

## 338701-338800
| Nom    | Designació provisional | Data de descobriment   | Lloc de descobriment | Descobridor/s               |
| ------ | ---------------------- | ---------------------- | -------------------- | --------------------------- |
| 338701 | 2003 UT32              | 16 d'octubre de 2003   | Kitt Peak            | Spacewatch                  |
| 338702 | 2003 UX37              | 17 d'octubre de 2003   | Kitt Peak            | Spacewatch                  |
| 338703 | 2003 UQ38              | 17 d'octubre de 2003   | Kitt Peak            | Spacewatch                  |
| 338704 | 2003 UY43              | 18 d'octubre de 2003   | Kitt Peak            | Spacewatch                  |
| 338705 | 2003 UE46              | 29 de setembre de 2003 | Kitt Peak            | Spacewatch                  |
| 338706 | 2003 UU51              | 18 d'octubre de 2003   | Palomar              | NEAT                        |
| 338707 | 2003 UJ54              | 18 d'octubre de 2003   | Palomar              | NEAT                        |
| 338708 | 2003 UK54              | 18 d'octubre de 2003   | Palomar              | NEAT                        |
| 338709 | 2003 UW56              | 23 d'octubre de 2003   | Kitt Peak            | Spacewatch                  |
| 338710 | 2003 UG59              | 16 d'octubre de 2003   | Palomar              | NEAT                        |
| 338711 | 2003 UD60              | 17 d'octubre de 2003   | Anderson Mesa        | LONEOS                      |
| 338712 | 2003 UC62              | 16 d'octubre de 2003   | Anderson Mesa        | LONEOS                      |
| 338713 | 2003 UD67              | 16 d'octubre de 2003   | Kitt Peak            | Spacewatch                  |
| 338714 | 2003 UE70              | 18 d'octubre de 2003   | Kitt Peak            | Spacewatch                  |
| 338715 | 2003 UH76              | 17 d'octubre de 2003   | Anderson Mesa        | LONEOS                      |
| 338716 | 2003 UC77              | 17 d'octubre de 2003   | Anderson Mesa        | LONEOS                      |
| 338717 | 2003 UH78              | 17 d'octubre de 2003   | Anderson Mesa        | LONEOS                      |
| 338718 | 2003 UU79              | 19 d'octubre de 2003   | Haleakala            | NEAT                        |
| 338719 | 2003 UA81              | 16 d'octubre de 2003   | Anderson Mesa        | LONEOS                      |
| 338720 | 2003 UG83              | 17 d'octubre de 2003   | Anderson Mesa        | LONEOS                      |
| 338721 | 2003 UX87              | 28 de setembre de 2003 | Kitt Peak            | Spacewatch                  |
| 338722 | 2003 UK88              | 19 d'octubre de 2003   | Anderson Mesa        | LONEOS                      |
| 338723 | 2003 UL93              | 17 d'octubre de 2003   | Kitt Peak            | Spacewatch                  |
| 338724 | 2003 UF94              | 18 d'octubre de 2003   | Kitt Peak            | Spacewatch                  |
| 338725 | 2003 UH100             | 19 d'octubre de 2003   | Palomar              | NEAT                        |
| 338726 | 2003 UY103             | 17 d'octubre de 2003   | Anderson Mesa        | LONEOS                      |
| 338727 | 2003 UT107             | 19 d'octubre de 2003   | Palomar              | NEAT                        |
| 338728 | 2003 UE109             | 19 d'octubre de 2003   | Kitt Peak            | Spacewatch                  |
| 338729 | 2003 UH111             | 20 d'octubre de 2003   | Kitt Peak            | Spacewatch                  |
| 338730 | 2003 UQ113             | 20 d'octubre de 2003   | Socorro              | LINEAR                      |
| 338731 | 2003 UD116             | 21 d'octubre de 2003   | Socorro              | LINEAR                      |
| 338732 | 2003 UO117             | 14 de setembre de 1998 | Kitt Peak            | Spacewatch                  |
| 338733 | 2003 UO118             | 17 d'octubre de 2003   | Kitt Peak            | Spacewatch                  |
| 338734 | 2003 UD121             | 18 d'octubre de 2003   | Kitt Peak            | Spacewatch                  |
| 338735 | 2003 UW124             | 20 d'octubre de 2003   | Socorro              | LINEAR                      |
| 338736 | 2003 UX128             | 21 d'octubre de 2003   | Kitt Peak            | Spacewatch                  |
| 338737 | 2003 UK136             | 21 d'octubre de 2003   | Socorro              | LINEAR                      |
| 338738 | 2003 UZ138             | 16 d'octubre de 2003   | Palomar              | NEAT                        |
| 338739 | 2003 UX142             | 18 d'octubre de 2003   | Anderson Mesa        | LONEOS                      |
| 338740 | 2003 UZ148             | 19 d'octubre de 2003   | Palomar              | NEAT                        |
| 338741 | 2003 UC158             | 20 d'octubre de 2003   | Kitt Peak            | Spacewatch                  |
| 338742 | 2003 UG158             | 20 d'octubre de 2003   | Kitt Peak            | Spacewatch                  |
| 338743 | 2003 UC161             | 2 d'octubre de 2003    | Kitt Peak            | Spacewatch                  |
| 338744 | 2003 UF161             | 21 d'octubre de 2003   | Kitt Peak            | Spacewatch                  |
| 338745 | 2003 UY161             | 20 de setembre de 2003 | Socorro              | LINEAR                      |
| 338746 | 2003 UP166             | 21 d'octubre de 2003   | Kitt Peak            | Spacewatch                  |
| 338747 | 2003 UR166             | 21 d'octubre de 2003   | Kitt Peak            | Spacewatch                  |
| 338748 | 2003 UB167             | 22 d'octubre de 2003   | Socorro              | LINEAR                      |
| 338749 | 2003 UV167             | 22 d'octubre de 2003   | Socorro              | LINEAR                      |
| 338750 | 2003 UV169             | 22 d'octubre de 2003   | Kitt Peak            | Spacewatch                  |
| 338751 | 2003 UF170             | 22 d'octubre de 2003   | Kitt Peak            | Spacewatch                  |
| 338752 | 2003 UY174             | 21 d'octubre de 2003   | Kitt Peak            | Spacewatch                  |
| 338753 | 2003 UB178             | 21 d'octubre de 2003   | Palomar              | NEAT                        |
| 338754 | 2003 UH184             | 21 d'octubre de 2003   | Palomar              | NEAT                        |
| 338755 | 2003 UD187             | 22 d'octubre de 2003   | Palomar              | NEAT                        |
| 338756 | 2003 UX188             | 22 d'octubre de 2003   | Kitt Peak            | Spacewatch                  |
| 338757 | 2003 UA190             | 22 d'octubre de 2003   | Kitt Peak            | Spacewatch                  |
| 338758 | 2003 UK197             | 25 d'agost de 1998     | Caussols             | ODAS                        |
| 338759 | 2003 UZ197             | 21 d'octubre de 2003   | Anderson Mesa        | LONEOS                      |
| 338760 | 2003 UZ205             | 22 d'octubre de 2003   | Socorro              | LINEAR                      |
| 338761 | 2003 UU210             | 23 d'octubre de 2003   | Kitt Peak            | Spacewatch                  |
| 338762 | 2003 UA220             | 21 d'octubre de 2003   | Socorro              | LINEAR                      |
| 338763 | 2003 UM229             | 23 d'octubre de 2003   | Anderson Mesa        | LONEOS                      |
| 338764 | 2003 UW233             | 24 d'octubre de 2003   | Socorro              | LINEAR                      |
| 338765 | 2003 UZ234             | 24 d'octubre de 2003   | Socorro              | LINEAR                      |
| 338766 | 2003 UF243             | 24 d'octubre de 2003   | Socorro              | LINEAR                      |
| 338767 | 2003 UF248             | 25 d'octubre de 2003   | Socorro              | LINEAR                      |
| 338768 | 2003 UA249             | 25 d'octubre de 2003   | Socorro              | LINEAR                      |
| 338769 | 2003 UB249             | 25 d'octubre de 2003   | Socorro              | LINEAR                      |
| 338770 | 2003 UO249             | 25 d'octubre de 2003   | Socorro              | LINEAR                      |
| 338771 | 2003 UJ250             | 25 d'octubre de 2003   | Socorro              | LINEAR                      |
| 338772 | 2003 UQ251             | 25 d'octubre de 2003   | Kvistaberg           | Uppsala-DLR Asteroid Survey |
| 338773 | 2003 UQ254             | 24 d'octubre de 2003   | Kitt Peak            | Spacewatch                  |
| 338774 | 2003 UL258             | 25 d'octubre de 2003   | Kitt Peak            | Spacewatch                  |
| 338775 | 2003 UJ267             | 16 d'octubre de 2003   | Anderson Mesa        | LONEOS                      |
| 338776 | 2003 UZ269             | 24 d'octubre de 2003   | Bergisch Gladbac     | W. Bickel                   |
| 338777 | 2003 US271             | 28 d'octubre de 2003   | Socorro              | LINEAR                      |
| 338778 | 2003 UK272             | 29 d'octubre de 2003   | Kitt Peak            | Spacewatch                  |
| 338779 | 2003 UQ280             | 27 d'octubre de 2003   | Socorro              | LINEAR                      |
| 338780 | 2003 UG286             | 22 d'octubre de 2003   | Kitt Peak            | M. W. Buie                  |
| 338781 | 2003 UU293             | 18 d'octubre de 2003   | Socorro              | LINEAR                      |
| 338782 | 2003 UA296             | 16 d'octubre de 2003   | Kitt Peak            | Spacewatch                  |
| 338783 | 2003 UF298             | 16 d'octubre de 2003   | Kitt Peak            | Spacewatch                  |
| 338784 | 2003 UL298             | 16 d'octubre de 2003   | Kitt Peak            | Spacewatch                  |
| 338785 | 2003 UA300             | 27 de setembre de 2003 | Kitt Peak            | Spacewatch                  |
| 338786 | 2003 UY305             | 18 d'octubre de 2003   | Kitt Peak            | Spacewatch                  |
| 338787 | 2003 UO306             | 18 d'octubre de 2003   | Kitt Peak            | Spacewatch                  |
| 338788 | 2003 UO308             | 19 d'octubre de 2003   | Kitt Peak            | Spacewatch                  |
| 338789 | 2003 UZ316             | 18 d'octubre de 2003   | Apache Point         | Sloan Digital Sky Survey    |
| 338790 | 2003 UV317             | 18 d'octubre de 2003   | Apache Point         | Sloan Digital Sky Survey    |
| 338791 | 2003 UD332             | 18 d'octubre de 2003   | Apache Point         | Sloan Digital Sky Survey    |
| 338792 | 2003 UP338             | 18 d'octubre de 2003   | Kitt Peak            | Spacewatch                  |
| 338793 | 2003 UH344             | 19 d'octubre de 2003   | Apache Point         | Sloan Digital Sky Survey    |
| 338794 | 2003 UD348             | 19 d'octubre de 2003   | Apache Point         | Sloan Digital Sky Survey    |
| 338795 | 2003 US349             | 19 d'octubre de 2003   | Apache Point         | Sloan Digital Sky Survey    |
| 338796 | 2003 UH351             | 19 d'octubre de 2003   | Kitt Peak            | Spacewatch                  |
| 338797 | 2003 UK375             | 22 d'octubre de 2003   | Apache Point         | Sloan Digital Sky Survey    |
| 338798 | 2003 UV378             | 22 d'octubre de 2003   | Apache Point         | Sloan Digital Sky Survey    |
| 338799 | 2003 UW391             | 22 d'octubre de 2003   | Apache Point         | Sloan Digital Sky Survey    |
| 338800 | 2003 UM400             | 23 d'octubre de 2003   | Apache Point         | Sloan Digital Sky Survey    |

## 338801-338900
| Nom    | Designació provisional | Data de descobriment   | Lloc de descobriment | Descobridor/s            |
| ------ | ---------------------- | ---------------------- | -------------------- | ------------------------ |
| 338801 | 2003 UE401             | 23 d'octubre de 2003   | Apache Point         | Sloan Digital Sky Survey |
| 338802 | 2003 UZ401             | 23 d'octubre de 2003   | Apache Point         | Sloan Digital Sky Survey |
| 338803 | 2003 UR414             | 16 d'octubre de 2003   | Anderson Mesa        | LONEOS                   |
| 338804 | 2003 VX5               | 15 de novembre de 2003 | Kitt Peak            | Spacewatch               |
| 338805 | 2003 VA9               | 15 de novembre de 2003 | Kitt Peak            | Spacewatch               |
| 338806 | 2003 WE9               | 16 de novembre de 2003 | Kitt Peak            | Spacewatch               |
| 338807 | 2003 WM9               | 18 de novembre de 2003 | Kitt Peak            | Spacewatch               |
| 338808 | 2003 WZ12              | 19 de novembre de 2003 | Socorro              | LINEAR                   |
| 338809 | 2003 WT14              | 16 de novembre de 2003 | Kitt Peak            | Spacewatch               |
| 338810 | 2003 WV15              | 16 de novembre de 2003 | Kitt Peak            | Spacewatch               |
| 338811 | 2003 WH17              | 18 de novembre de 2003 | Palomar              | NEAT                     |
| 338812 | 2003 WU18              | 19 de novembre de 2003 | Socorro              | LINEAR                   |
| 338813 | 2003 WB38              | 19 de novembre de 2003 | Socorro              | LINEAR                   |
| 338814 | 2003 WM40              | 19 de novembre de 2003 | Kitt Peak            | Spacewatch               |
| 338815 | 2003 WL52              | 20 de novembre de 2003 | Kitt Peak            | Spacewatch               |
| 338816 | 2003 WK60              | 18 de novembre de 2003 | Palomar              | NEAT                     |
| 338817 | 2003 WG61              | 19 de novembre de 2003 | Kitt Peak            | Spacewatch               |
| 338818 | 2003 WX65              | 19 de novembre de 2003 | Kitt Peak            | Spacewatch               |
| 338819 | 2003 WO69              | 19 de novembre de 2003 | Kitt Peak            | Spacewatch               |
| 338820 | 2003 WU71              | 20 de novembre de 2003 | Socorro              | LINEAR                   |
| 338821 | 2003 WM74              | 20 de novembre de 2003 | Socorro              | LINEAR                   |
| 338822 | 2003 WK77              | 19 de novembre de 2003 | Kitt Peak            | Spacewatch               |
| 338823 | 2003 WC79              | 20 de novembre de 2003 | Socorro              | LINEAR                   |
| 338824 | 2003 WJ82              | 19 de novembre de 2003 | Palomar              | NEAT                     |
| 338825 | 2003 WK82              | 19 de novembre de 2003 | Palomar              | NEAT                     |
| 338826 | 2003 WN86              | 21 de novembre de 2003 | Socorro              | LINEAR                   |
| 338827 | 2003 WS89              | 16 de novembre de 2003 | Kitt Peak            | Spacewatch               |
| 338828 | 2003 WV95              | 19 de novembre de 2003 | Anderson Mesa        | LONEOS                   |
| 338829 | 2003 WR99              | 20 de novembre de 2003 | Socorro              | LINEAR                   |
| 338830 | 2003 WV106             | 22 de novembre de 2003 | Kitt Peak            | Spacewatch               |
| 338831 | 2003 WJ107             | 23 de novembre de 2003 | Kitt Peak            | Spacewatch               |
| 338832 | 2003 WK107             | 23 de novembre de 2003 | Kitt Peak            | Spacewatch               |
| 338833 | 2003 WF111             | 20 de novembre de 2003 | Socorro              | LINEAR                   |
| 338834 | 2003 WK122             | 20 de novembre de 2003 | Kitt Peak            | Spacewatch               |
| 338835 | 2003 WV127             | 20 de novembre de 2003 | Socorro              | LINEAR                   |
| 338836 | 2003 WE143             | 23 de novembre de 2003 | Socorro              | LINEAR                   |
| 338837 | 2003 WJ149             | 24 de novembre de 2003 | Palomar              | NEAT                     |
| 338838 | 2003 WD152             | 26 de novembre de 2003 | Kitt Peak            | Spacewatch               |
| 338839 | 2003 WN152             | 25 de novembre de 2003 | Kingsnake            | J. V. McClusky           |
| 338840 | 2003 WG163             | 30 de novembre de 2003 | Kitt Peak            | Spacewatch               |
| 338841 | 2003 WV164             | 30 de novembre de 2003 | Kitt Peak            | Spacewatch               |
| 338842 | 2003 XE1               | 1 de desembre de 2003  | Kitt Peak            | Spacewatch               |
| 338843 | 2003 XH2               | 1 de desembre de 2003  | Socorro              | LINEAR                   |
| 338844 | 2003 XX5               | 3 de desembre de 2003  | Socorro              | LINEAR                   |
| 338845 | 2003 XW7               | 3 de desembre de 2003  | Socorro              | LINEAR                   |
| 338846 | 2003 XD9               | 4 de desembre de 2003  | Socorro              | LINEAR                   |
| 338847 | 2003 XZ21              | 14 de desembre de 2003 | Palomar              | NEAT                     |
| 338848 | 2003 XD26              | 1 de desembre de 2003  | Socorro              | LINEAR                   |
| 338849 | 2003 XX28              | 1 de desembre de 2003  | Kitt Peak            | Spacewatch               |
| 338850 | 2003 XS33              | 1 de desembre de 2003  | Kitt Peak            | Spacewatch               |
| 338851 | 2003 YD                | 16 de desembre de 2003 | Socorro              | LINEAR                   |
| 338852 | 2003 YU6               | 17 de desembre de 2003 | Socorro              | LINEAR                   |
| 338853 | 2003 YH21              | 17 de desembre de 2003 | Kitt Peak            | Spacewatch               |
| 338854 | 2003 YB22              | 18 de desembre de 2003 | Socorro              | LINEAR                   |
| 338855 | 2003 YL23              | 17 de desembre de 2003 | Socorro              | LINEAR                   |
| 338856 | 2003 YJ25              | 18 de desembre de 2003 | Socorro              | LINEAR                   |
| 338857 | 2003 YE30              | 18 de desembre de 2003 | Kitt Peak            | Spacewatch               |
| 338858 | 2003 YP40              | 19 de desembre de 2003 | Kitt Peak            | Spacewatch               |
| 338859 | 2003 YL97              | 19 de desembre de 2003 | Socorro              | LINEAR                   |
| 338860 | 2003 YN105             | 22 de desembre de 2003 | Socorro              | LINEAR                   |
| 338861 | 2003 YH116             | 22 de desembre de 2003 | Socorro              | LINEAR                   |
| 338862 | 2003 YO130             | 28 de desembre de 2003 | Socorro              | LINEAR                   |
| 338863 | 2003 YX136             | 27 de desembre de 2003 | Socorro              | LINEAR                   |
| 338864 | 2003 YY138             | 27 de desembre de 2003 | Kitt Peak            | Spacewatch               |
| 338865 | 2003 YQ139             | 28 de desembre de 2003 | Socorro              | LINEAR                   |
| 338866 | 2003 YR158             | 17 de desembre de 2003 | Anderson Mesa        | LONEOS                   |
| 338867 | 2003 YT174             | 19 de desembre de 2003 | Kitt Peak            | Spacewatch               |
| 338868 | 2004 AD6               | 14 de gener de 2004    | Palomar              | NEAT                     |
| 338869 | 2004 AA8               | 13 de gener de 2004    | Palomar              | NEAT                     |
| 338870 | 2004 AA23              | 15 de gener de 2004    | Kitt Peak            | Spacewatch               |
| 338871 | 2004 BQ9               | 16 de gener de 2004    | Palomar              | NEAT                     |
| 338872 | 2004 BB10              | 16 de gener de 2004    | Palomar              | NEAT                     |
| 338873 | 2004 BT12              | 17 de gener de 2004    | Palomar              | NEAT                     |
| 338874 | 2004 BE18              | 18 de gener de 2004    | Palomar              | NEAT                     |
| 338875 | 2004 BM50              | 21 de gener de 2004    | Socorro              | LINEAR                   |
| 338876 | 2004 BB57              | 23 de gener de 2004    | Socorro              | LINEAR                   |
| 338877 | 2004 BM58              | 23 de gener de 2004    | Socorro              | LINEAR                   |
| 338878 | 2004 BF63              | 22 de gener de 2004    | Socorro              | LINEAR                   |
| 338879 | 2004 BR79              | 23 de gener de 2004    | Socorro              | LINEAR                   |
| 338880 | 2004 BR90              | 24 de gener de 2004    | Socorro              | LINEAR                   |
| 338881 | 2004 BM99              | 27 de gener de 2004    | Kitt Peak            | Spacewatch               |
| 338882 | 2004 BY100             | 28 de gener de 2004    | Kitt Peak            | Spacewatch               |
| 338883 | 2004 BM115             | 30 de gener de 2004    | Kitt Peak            | Spacewatch               |
| 338884 | 2004 BW117             | 29 de gener de 2004    | Socorro              | LINEAR                   |
| 338885 | 2004 BE137             | 19 de gener de 2004    | Kitt Peak            | Spacewatch               |
| 338886 | 2004 BY140             | 19 de gener de 2004    | Kitt Peak            | Spacewatch               |
| 338887 | 2004 BU144             | 19 de gener de 2004    | Kitt Peak            | Spacewatch               |
| 338888 | 2004 BC150             | 17 de gener de 2004    | Palomar              | NEAT                     |
| 338889 | 2004 BV151             | 18 de gener de 2004    | Kitt Peak            | Spacewatch               |
| 338890 | 2004 CS3               | 10 de febrer de 2004   | Palomar              | NEAT                     |
| 338891 | 2004 CW5               | 10 de febrer de 2004   | Catalina             | CSS                      |
| 338892 | 2004 CB16              | 11 de febrer de 2004   | Kitt Peak            | Spacewatch               |
| 338893 | 2004 CJ27              | 11 de febrer de 2004   | Palomar              | NEAT                     |
| 338894 | 2004 CP27              | 12 de febrer de 2004   | Kitt Peak            | Spacewatch               |
| 338895 | 2004 CD48              | 14 de febrer de 2004   | Haleakala            | NEAT                     |
| 338896 | 2004 CJ50              | 13 de febrer de 2004   | Palomar              | NEAT                     |
| 338897 | 2004 CW54              | 11 de febrer de 2004   | Palomar              | NEAT                     |
| 338898 | 2004 CT75              | 11 de febrer de 2004   | Palomar              | NEAT                     |
| 338899 | 2004 CF93              | 15 de febrer de 2004   | Socorro              | LINEAR                   |
| 338900 | 2004 CS93              | 11 de febrer de 2004   | Kitt Peak            | Spacewatch               |

## 338901-339000
| Nom    | Designació provisional | Data de descobriment | Lloc de descobriment | Descobridor/s        |
| ------ | ---------------------- | -------------------- | -------------------- | -------------------- |
| 338901 | 2004 CP99              | 15 de febrer de 2004 | Catalina             | CSS                  |
| 338902 | 2004 CH100             | 15 de febrer de 2004 | Catalina             | CSS                  |
| 338903 | 2004 CX128             | 14 de febrer de 2004 | Kitt Peak            | Spacewatch           |
| 338904 | 2004 DN1               | 16 de febrer de 2004 | Socorro              | LINEAR               |
| 338905 | 2004 DB10              | 17 de febrer de 2004 | Kitt Peak            | Spacewatch           |
| 338906 | 2004 DL26              | 16 de febrer de 2004 | Kitt Peak            | Spacewatch           |
| 338907 | 2004 DJ27              | 16 de febrer de 2004 | Kitt Peak            | Spacewatch           |
| 338908 | 2004 DH33              | 18 de febrer de 2004 | Socorro              | LINEAR               |
| 338909 | 2004 DM35              | 19 de febrer de 2004 | Socorro              | LINEAR               |
| 338910 | 2004 DW38              | 22 de febrer de 2004 | Kitt Peak            | Spacewatch           |
| 338911 | 2004 DE45              | 17 de febrer de 2004 | Haleakala            | NEAT                 |
| 338912 | 2004 DJ56              | 22 de febrer de 2004 | Kitt Peak            | Spacewatch           |
| 338913 | 2004 DS56              | 22 de febrer de 2004 | Kitt Peak            | Spacewatch           |
| 338914 | 2004 DU56              | 22 de febrer de 2004 | Kitt Peak            | Spacewatch           |
| 338915 | 2004 DM66              | 26 de febrer de 2004 | Kitt Peak            | M. W. Buie           |
| 338916 | 2004 ED1               | 14 de març de 2004   | Socorro              | LINEAR               |
| 338917 | 2004 EN2               | 13 de març de 2004   | Palomar              | NEAT                 |
| 338918 | 2004 EO3               | 10 de març de 2004   | Palomar              | NEAT                 |
| 338919 | 2004 ES4               | 11 de març de 2004   | Palomar              | NEAT                 |
| 338920 | 2004 EU8               | 13 de març de 2004   | Palomar              | NEAT                 |
| 338921 | 2004 EQ12              | 11 de març de 2004   | Palomar              | NEAT                 |
| 338922 | 2004 EJ13              | 11 de març de 2004   | Palomar              | NEAT                 |
| 338923 | 2004 EK13              | 11 de març de 2004   | Palomar              | NEAT                 |
| 338924 | 2004 EO19              | 14 de març de 2004   | Kitt Peak            | Spacewatch           |
| 338925 | 2004 EZ27              | 15 de març de 2004   | Kitt Peak            | Spacewatch           |
| 338926 | 2004 EL35              | 12 de març de 2004   | Palomar              | NEAT                 |
| 338927 | 2004 EO36              | 13 de març de 2004   | Palomar              | NEAT                 |
| 338928 | 2004 EJ39              | 15 de març de 2004   | Kitt Peak            | Spacewatch           |
| 338929 | 2004 EM40              | 15 de març de 2004   | Kitt Peak            | Spacewatch           |
| 338930 | 2004 ED41              | 15 de març de 2004   | Catalina             | CSS                  |
| 338931 | 2004 EU41              | 15 de març de 2004   | Socorro              | LINEAR               |
| 338932 | 2004 EH42              | 15 de març de 2004   | Catalina             | CSS                  |
| 338933 | 2004 EY46              | 15 de març de 2004   | Kitt Peak            | Spacewatch           |
| 338934 | 2004 EU48              | 15 de març de 2004   | Catalina             | CSS                  |
| 338935 | 2004 EY52              | 15 de març de 2004   | Socorro              | LINEAR               |
| 338936 | 2004 EG53              | 15 de març de 2004   | Socorro              | LINEAR               |
| 338937 | 2004 EQ53              | 15 de març de 2004   | Socorro              | LINEAR               |
| 338938 | 2004 EF59              | 15 de març de 2004   | Socorro              | LINEAR               |
| 338939 | 2004 EN60              | 11 de març de 2004   | Palomar              | NEAT                 |
| 338940 | 2004 EU61              | 12 de març de 2004   | Palomar              | NEAT                 |
| 338941 | 2004 EJ63              | 13 de març de 2004   | Palomar              | NEAT                 |
| 338942 | 2004 EC64              | 14 de març de 2004   | Socorro              | LINEAR               |
| 338943 | 2004 EL64              | 14 de març de 2004   | Kitt Peak            | Spacewatch           |
| 338944 | 2004 ER66              | 14 de març de 2004   | Palomar              | NEAT                 |
| 338945 | 2004 EL69              | 15 de març de 2004   | Socorro              | LINEAR               |
| 338946 | 2004 ET70              | 15 de març de 2004   | Kitt Peak            | Spacewatch           |
| 338947 | 2004 EN74              | 13 de març de 2004   | Palomar              | NEAT                 |
| 338948 | 2004 ER75              | 14 de març de 2004   | Kitt Peak            | Spacewatch           |
| 338949 | 2004 EW75              | 15 de març de 2004   | Kitt Peak            | Spacewatch           |
| 338950 | 2004 EA76              | 15 de març de 2004   | Kitt Peak            | Spacewatch           |
| 338951 | 2004 EQ85              | 15 de març de 2004   | Socorro              | LINEAR               |
| 338952 | 2004 EL88              | 14 de març de 2004   | Kitt Peak            | Spacewatch           |
| 338953 | 2004 EL101             | 15 de març de 2004   | Kitt Peak            | Spacewatch           |
| 338954 | 2004 ED104             | 15 de març de 2004   | Kitt Peak            | Spacewatch           |
| 338955 | 2004 EM111             | 15 de març de 2004   | Kitt Peak            | Spacewatch           |
| 338956 | 2004 ET112             | 15 de març de 2004   | Kitt Peak            | Spacewatch           |
| 338957 | 2004 EH113             | 15 de març de 2004   | Kitt Peak            | Spacewatch           |
| 338958 | 2004 EU113             | 26 de juliol de 1995 | Kitt Peak            | Spacewatch           |
| 338959 | 2004 FO6               | 16 de març de 2004   | Kitt Peak            | Spacewatch           |
| 338960 | 2004 FH18              | 15 de març de 2004   | Kitt Peak            | Spacewatch           |
| 338961 | 2004 FB20              | 16 de març de 2004   | Socorro              | LINEAR               |
| 338962 | 2004 FC23              | 17 de març de 2004   | Kitt Peak            | Spacewatch           |
| 338963 | 2004 FC26              | 17 de març de 2004   | Socorro              | LINEAR               |
| 338964 | 2004 FX33              | 16 de març de 2004   | Socorro              | LINEAR               |
| 338965 | 2004 FG41              | 18 de març de 2004   | Socorro              | LINEAR               |
| 338966 | 2004 FU42              | 18 de març de 2004   | Socorro              | LINEAR               |
| 338967 | 2004 FK46              | 17 de març de 2004   | Kitt Peak            | Spacewatch           |
| 338968 | 2004 FA50              | 18 de març de 2004   | Socorro              | LINEAR               |
| 338969 | 2004 FR53              | 17 de març de 2004   | Kitt Peak            | Spacewatch           |
| 338970 | 2004 FF54              | 18 de març de 2004   | Socorro              | LINEAR               |
| 338971 | 2004 FQ56              | 16 de març de 2004   | Kitt Peak            | Spacewatch           |
| 338972 | 2004 FG65              | 19 de març de 2004   | Socorro              | LINEAR               |
| 338973 | 2004 FN74              | 17 de març de 2004   | Kitt Peak            | Spacewatch           |
| 338974 | 2004 FN77              | 18 de març de 2004   | Socorro              | LINEAR               |
| 338975 | 2004 FS84              | 18 de març de 2004   | Socorro              | LINEAR               |
| 338976 | 2004 FC89              | 20 de març de 2004   | Kitt Peak            | Spacewatch           |
| 338977 | 2004 FW101             | 24 de març de 2004   | Anderson Mesa        | LONEOS               |
| 338978 | 2004 FT104             | 23 de març de 2004   | Socorro              | LINEAR               |
| 338979 | 2004 FC105             | 23 de març de 2004   | Kitt Peak            | Spacewatch           |
| 338980 | 2004 FZ111             | 26 de març de 2004   | Kitt Peak            | Spacewatch           |
| 338981 | 2004 FM112             | 26 de març de 2004   | Kitt Peak            | Spacewatch           |
| 338982 | 2004 FV112             | 26 de març de 2004   | Kitt Peak            | Spacewatch           |
| 338983 | 2004 FV126             | 27 de març de 2004   | Socorro              | LINEAR               |
| 338984 | 2004 FF128             | 27 de març de 2004   | Socorro              | LINEAR               |
| 338985 | 2004 FQ130             | 22 de març de 2004   | Anderson Mesa        | LONEOS               |
| 338986 | 2004 FE135             | 27 de març de 2004   | Socorro              | LINEAR               |
| 338987 | 2004 FZ136             | 28 de març de 2004   | Socorro              | LINEAR               |
| 338988 | 2004 FU142             | 27 de març de 2004   | Catalina             | CSS                  |
| 338989 | 2004 FO145             | 30 de març de 2004   | Kitt Peak            | Spacewatch           |
| 338990 | 2004 GS                | 9 d'abril de 2004    | Siding Spring        | Siding Spring Survey |
| 338991 | 2004 GC3               | 9 d'abril de 2004    | Siding Spring        | Siding Spring Survey |
| 338992 | 2004 GN5               | 11 d'abril de 2004   | Palomar              | NEAT                 |
| 338993 | 2004 GK8               | 12 d'abril de 2004   | Kitt Peak            | Spacewatch           |
| 338994 | 2004 GH12              | 9 d'abril de 2004    | Siding Spring        | Siding Spring Survey |
| 338995 | 2004 GU15              | 9 d'abril de 2004    | Palomar              | NEAT                 |
| 338996 | 2004 GQ28              | 12 d'abril de 2004   | Kitt Peak            | Spacewatch           |
| 338997 | 2004 GO30              | 12 d'abril de 2004   | Kitt Peak            | Spacewatch           |
| 338998 | 2004 GD31              | 13 d'abril de 2004   | Palomar              | NEAT                 |
| 338999 | 2004 GF32              | 12 d'abril de 2004   | Kitt Peak            | Spacewatch           |
| 339000 | 2004 GK38              | 15 d'abril de 2004   | Catalina             | CSS                  |